# Rallye Dakar 2022
Navigation
Édition précédente Édition suivante
Le Rallye Dakar 2022 est un rallye-raid organisé en Arabie Saoudite du 1er au 14 janvier 2022. Il s'agit de la 44e édition du Rallye Dakar, organisé par ASO, et la 3e fois que l'Arabie Saoudite accueille l'événement.

## Faits marquants
- Troisième édition du Rallye Dakar à se disputer en Arabie saoudite.
- Deuxième édition du Rallye Dakar à comporter un prologue. Il se dispute la veille du départ officiel, le 1er janvier.
- L'épreuve intègre le Championnat du monde de rallye tout-terrain de la FIM et celui de la FIA après plusieurs années de discussion[1].
- Il s'agit de la première année du plan « Dakar Future », qui vise à réduire les émissions de CO2 de la course. Ainsi en automobile est créée une catégorie T1.U accueillant les nouvelles Audi Q RS e-tron hybrides.
- Pour la première fois, les véhicules légers sont séparés en deux catégories distinctes : les T3 ou prototypes légers, et le T4 ou SSV de série[2].
- La veille du départ de l'épreuve, un véhicule d'assistance de l'équipe Sodicars est victime d'une explosion. À son volant, le pilote Philippe Boutron est gravement blessé. Les premières investigations saoudiennes font état d'un « accident »[3]. Côté français, le parquet national antiterroriste a ouvert une enquête préliminaire pour « tentative d'assassinats en relation avec une entreprise terroriste ». S'opposant à la version saoudienne, le ministre des Affaires étrangères Jean-Yves Le Drian n'exclut pas « l'hypothèse d'un acte criminel ». Le ministre s'interroge alors sur la poursuite de l'épreuve, mais l'organisateur ne donne pas suite et décide de poursuivre. David Castera, directeur du rallye, déclare avoir « renforcé la sécurité sur les bivouacs, les hôtels, les départs et les arrivées »[4]. Le 7 janvier, le fils de Philippe Boutron annonce que son père, rapatrié en France, est sorti du coma[5].
- Disputé durant la pandémie de Covid-19, l'épreuve a dû faire face à plusieurs cas déclarés avant l'épreuve. Positif avant l'épreuve, le pilote Red Bull Mitchell Guthrie est contraint de déclarer forfait. Il est remplacé par le rallyman Andreas Mikkelsen[6]. L'incertitude a longtemps régné autour de la participation du pilote Toyota Giniel de Villiers. Toyota avait appelé Kris Meeke en renfort, mais le Sud-Africain a finalement pu prendre part à l'épreuve[7].
- Victorieux de la 2e étape, Sébastien Loeb offre à Prodrive sa première victoire sur le Dakar[8].
- Victorieux de la 3e étape, Carlos Sainz offre à Audi la première victoire d'un prototype hybride sur l'épreuve[9]. Lors de la même étape, en moto, Joaquim Rodrigues s'adjuge sa première victoire personnelle sur le Dakar. C'est aussi la première victoire pour son constructeur, la marque indienne Hero[10].
- Vainqueur de la 5e étape, Danilo Petrucci devient le pilote de Moto GP à s'imposer sur le Dakar[11]. Le même jour, Henk Lategan remporte sa première étape en catégorie auto[12].
- Lors de la 8e étape, Mattias Ekström remporte son premier succès sur les routes du Dakar[13].
- Le 12 janvier, Seth Quintero égale le record de 10 victoires d'étapes sur un Dakar, détenu par Pierre Lartigue[14]. Deux jours plus tard, il porte ce record à 12 victoires[15].
- Le 14 janvier, le mécanicien Quentin Lavallée est tué dans un accident impliquant un " camion local "[16].

## Parcours

### Tracé
Huit villes accueillent cette édition du rallye : Djeddah, Ḥā'il, Al Artawiya, Al Qaisumah, Riyad, Al Dawadimi, Wadi ad-Dawasir, Bisha.

### Étapes
| Date                                       | Étape    | Départ            | Arrivée           | Spéciale                       | Total                          |
| ------------------------------------------ | -------- | ----------------- | ----------------- | ------------------------------ | ------------------------------ |
| 1er janvier 2022                           | Prologue | Djeddah           | Ḥā'il             | 19 km                          | 614 km                         |
| 2 janvier 2022                             | Étape 1  | Ḥā'il             | Ḥā'il             | 333 km                         | 514 km                         |
| 3 janvier 2022                             | Étape 2  | Ḥā'il             | Al Artawiyah (en) | 338 km                         | 568 km                         |
| 4 janvier 2022                             | Étape 3  | Al Artawiyah (en) | Al Qaisumah       | 368 km                         | 636 km                         |
| 5 janvier 2022                             | Étape 4  | Al Qaisumah       | Riyad             | 465 km                         | 707 km                         |
| 6 janvier 2022                             | Étape 5  | Riyad             | Riyad             | M & Q : 346 km autres : 395 km | M & Q : 560 km autres : 611 km |
| 7 janvier 2022                             | Étape 6  | Riyad             | Riyad             | M & Q : 404 km autres : 348 km | M & Q : 620 km autres : 562 km |
| Journée de repos à Riyad le 8 janvier 2022 |          |                   |                   |                                |                                |
| 9 janvier 2022                             | Étape 7  | Riyad             | Al Dawadimi       | 402 km                         | 701 km                         |
| 10 janvier 2022                            | Étape 8  | Al Dawadimi       | Wadi ad-Dawasir   | 395 km                         | 830 km                         |
| 11 janvier 2022                            | Étape 9  | Wadi ad-Dawasir   | Wadi ad-Dawasir   | 287 km                         | 491 km                         |
| 12 janvier 2022                            | Étape 10 | Wadi ad-Dawasir   | Bisha             | 375 km                         | 759 km                         |
| 13 janvier 2022                            | Étape 11 | Bisha             | Bisha             | 346 km                         | 501 km                         |
| 14 janvier 2022                            | Étape 12 | Bisha             | Djeddah           | 164 km                         | 680 km                         |

## Participants

### Nombre de participants
| Étape               | Motos | Quads | Autos | SxS–T3 | UTV–T4 | Camions | Total |     | Classic Cars | Classic Trucks | Total Dakar Classic |
| ------------------- | ----- | ----- | ----- | ------ | ------ | ------- | ----- | --- | ------------ | -------------- | ------------------- |
| Liste d'entrée      | 149   | 21    | 97    | 44     | 61     | 58      | 430   |     | 128          | 20             | 148                 |
| Départ              | 144   | 20    | 92    | 49     | 48     | 56      | 409   | 122 | 20           | 142            |                     |
| Après jour de repos | 137   | 12    | 84    | 43     | 47     | 56      | 379   | 122 | 16           | 138            |                     |
| Arrivée             | 124   | 7     | 75    | 37     | 44     | 33      | 320   | 117 | 12           | 129            |                     |

## Vainqueurs d'étapes
| Étape | Étape                             | Moto                 | Quad               | Auto                                       | Prototypes légers                | SSV                                    | Camion                                              | Open                             | Classic                                          |
| ----- | --------------------------------- | -------------------- | ------------------ | ------------------------------------------ | -------------------------------- | -------------------------------------- | --------------------------------------------------- | -------------------------------- | ------------------------------------------------ |
| 1A    | Djeddah - Ḥā'il                   | Daniel Sanders       | Manuel Andújar     | Nasser al-Attiyah Matthieu Baumel          | Seth Quintero Dennis Zenz        | Marek Goczał Łukasz Łaskawiec          | Eduard Nikolaev Evgeny Yakovlev Vladimir Rybakov    | Gérard Tramoni Dominique Totain  | Yannick Panagiotis Valérie Panagiotis            |
| 1B    | Ḥā'il - Ḥā'il                     | Daniel Sanders       | Laisvydas Kancius  | Nasser al-Attiyah Matthieu Baumel          | Seth Quintero Dennis Zenz        | Aron Domżała Maciej Marton             | Dmitry Sotnikov Ruslan Akhmadeev Ilgiz Akhmetzianov | Gérard Tramoni Dominique Totain  | Xavier Piña Garnatcha Sergi Giralt Valero        |
| 2     | Ḥā'il - Al Artawiya               | Joan Barreda Bort    | Manuel Andújar     | Sébastien Loeb Fabian Lurquin              | Guillaume De Mévius Kellon Walch | Michał Goczał Szymon Gospodarczyk      | Andrey Karginov Andrey Mokeev Ivan Malkov           | Gérard Tramoni Dominique Totain  | Étape annulée                                    |
| 3     | Al Artawiya - Al Qaisumah         | Joaquim Rodrigues    | Pablo Copetti      | Carlos Sainz Lucas Cruz                    | Seth Quintero Dennis Zenz        | Marek Goczał Łukasz Łaskawiec          | Dmitry Sotnikov Ruslan Akhmadeev Ilgiz Akhmetzianov | Gérard Tramoni Dominique Totain  | Kilian Revuelta Mariano de Quadros               |
| 4     | Al Qaisumah - Riyad               | Joan Barreda Bort    | Manuel Andújar     | Nasser al-Attiyah Matthieu Baumel          | Seth Quintero Dennis Zenz        | Michał Goczał Szymon Gospodarczyk      | Eduard Nikolaev Evgeny Yakovlev Vladimir Rybakov    | Gérard Tramoni Dominique Totain  | Jesus Fuster Juan Carlos Ramirez                 |
| 5     | Riyad - Riyad                     | Danilo Petrucci      | Alexandre Giroud   | Henk Lategan Brett Cummings                | Seth Quintero Dennis Zenz        | Rodrigo Luppi di Oliveira Maykel Justo | Andrey Karginov Andrey Mokeev Ivan Malkov           | Gérard Tramoni Dominique Totain  | Xavier Piña Garnatcha Sergi Giralt Valero        |
| 6     | Riyad - Riyad                     | Daniel Sanders       | Aleksandr Maksimov | Orlando Terranova Daniel Oliveras Carreras | Seth Quintero Dennis Zenz        | Marek Goczał Łukasz Łaskawiec          | Andrey Karginov Andrey Mokeev Ivan Malkov           | Gérard Tramoni Dominique Totain  | Serge Mogno Florent Drulhon                      |
| 7     | Riyad - Al-Duwadmi                | José Ignacio Cornejo | Marcelo Medeiros   | Sébastien Loeb Fabian Lurquin              | Seth Quintero Dennis Zenz        | Gerard Farres Diego Ortega             | Anton Shibalov Dmitrii Nikitin Ivan Tatarinov       | Gérard Tramoni Dominique Totain  | Xavier Piña Garnatcha Sergi Giralt Valero        |
| 8     | Al Dawadimi - Wadi ad-Dawasir     | Sam Sunderland       | Alexandre Giroud   | Mattias Ekström Emil Bergkvist             | Seth Quintero Dennis Zenz        | Marek Goczał Łukasz Łaskawiec          | Dmitry Sotnikov Ruslan Akhmadeev Ilgiz Akhmetzianov | Mohamad Altwijri Yasser Alhajjaj | Jesus Fuster Juan Carlos Ramirez                 |
| 9     | Wadi ad-Dawasir - Wadi ad-Dawasir | José Ignacio Cornejo | Pablo Copetti      | Giniel de Villiers Dennis Murphy           | Seth Quintero Dennis Zenz        | Marek Goczał Łukasz Łaskawiec          | Eduard Nikolaev Evgeny Yakovlev Vladimir Rybakov    | Gérard Tramoni Dominique Totain  | Marc Douton Jeremy Atimon                        |
| 10    | Wadi ad-Dawasir - Bisha           | Toby Price           | Marcelo Medeiros   | Stéphane Peterhansel Édouard Boulanger     | Seth Quintero Dennis Zenz        | Rokas Baciuška Oriol Mena              | Dmitry Sotnikov Ruslan Akhmadeev Ilgiz Akhmetzianov | Mohamad Altwijri Yasser Alhajjaj | Xavier Piña Garnatcha Sergi Giralt Valero        |
| 11    | Bisha - Bisha                     | Kevin Benavídes      | Marcelo Medeiros   | Carlos Sainz Lucas Cruz                    | Seth Quintero Dennis Zenz        | Marek Goczał Łukasz Łaskawiec          | Eduard Nikolaev Evgeny Yakovlev Vladimir Rybakov    | Gérard Tramoni Dominique Totain  | Jérôme Galpin Anne Galpin                        |
| 12    | Bisha - Djeddah                   | Pablo Quintanilla    | Francisco Moreno   | Henk Lategan Brett Cummings                | Seth Quintero Dennis Zenz        | Rokas Baciuška Oriol Mena              | Dmitry Sotnikov Ruslan Akhmadeev Ilgiz Akhmetzianov | Gérard Tramoni Dominique Totain  | Juan Roura Iglesias Miguel Angel Valencia Posada |

## Leaders du classement général après chaque étape
| Étape | Étape                             | Moto               | Auto                             |
| ----- | --------------------------------- | ------------------ | -------------------------------- |
| 1     | Ḥā'il - Ḥā'il                     | Daniel Sanders     | Nasser al-Attiyah Mathieu Baumel |
| 2     | Ḥā'il - Al Artawiya               | Sam Sunderland     | Nasser al-Attiyah Mathieu Baumel |
| 3     | Al Artawiya - Al Qaisumah         | Sam Sunderland     | Nasser al-Attiyah Mathieu Baumel |
| 4     | Al Qaisumah - Riyad               | Sam Sunderland     | Nasser al-Attiyah Mathieu Baumel |
| 5     | Riyad - Riyad                     | Sam Sunderland     | Nasser al-Attiyah Mathieu Baumel |
| 6     | Riyad - Riyad                     | Sam Sunderland     | Nasser al-Attiyah Mathieu Baumel |
| 7     | Riyad - Al-Duwadmi                | Adrien van Beveren | Nasser al-Attiyah Mathieu Baumel |
| 8     | Al Dawadimi - Wadi ad-Dawasir     | Sam Sunderland     | Nasser al-Attiyah Mathieu Baumel |
| 9     | Wadi ad-Dawasir - Wadi ad-Dawasir | Matthias Walkner   | Nasser al-Attiyah Mathieu Baumel |
| 10    | Wadi ad-Dawasir - Bisha           | Adrien van Beveren | Nasser al-Attiyah Mathieu Baumel |
| 11    | Bisha - Bisha                     | Sam Sunderland     | Nasser al-Attiyah Mathieu Baumel |
| 12    | Bisha - Djeddah                   | Sam Sunderland     | Nasser al-Attiyah Mathieu Baumel |

## Classements finaux

### Motos
| Pos. | Pilote                     | Constructeur | Temps             | Écart               |
| 1    | Sam Sunderland             | GasGas       | 38 h 47 min 30 s  | —                   |
| 2    | Pablo Quintanilla          | Honda        | 38 h 50 min 57 s  | + 00 h 03 min 27 s  |
| 3    | Matthias Walkner           | KTM          | 38 h 54 min 17 s  | + 00 h 06 min 47 s  |
| 4    | Adrien van Beveren         | Yamaha       | 39 h 06 min 11 s  | + 00 h 18 min 41 s  |
| 5    | Joan Barreda Bort          | Honda        | 39 h 13 min 12 s  | + 00 h 25 min 42 s  |
| 6    | José Ignacio Cornejo       | Honda        | 39 h 25 min 36 s  | + 00 h 38 min 06 s  |
| 7    | Ricky Brabec               | Honda        | 39 h 33 min 34 s  | + 00 h 46 min 04 s  |
| 8    | Andrew Short               | Yamaha       | 39 h 33 min 38 s  | + 00 h 46 min 08 s  |
| 9    | Mason Klein                | KTM          | 39 h 36 min 37 s  | + 00 h 49 min 07 s  |
| 10   | Toby Price                 | KTM          | 39 h 36 min 50 s  | + 00 h 49 min 20 s  |
| 11   | Lorenzo Santolino          | Sherco       | 39 h 45 min 56 s  | + 00 h 58 min 26 s  |
| 12   | Stefan Svitko              | KTM          | 39 h 46 min 47 s  | + 00 h 59 min 17 s  |
| 13   | Luciano Benavídes          | Husqvarna    | 39 h 57 min 49 s  | + 01 h 10 min 19 s  |
| 14   | Joaquim Rodrigues          | Hero         | 40 h 03 min 14 s  | + 01 h 15 min 44 s  |
| 15   | Xavier de Soultrait        | Husqvarna    | 40 h 13 min 55 s  | + 01 h 26 min 25 s  |
| 16   | Aaron Mare                 | Hero         | 40 h 36 min 30 s  | + 01 h 49 min 00 s  |
| 17   | Daniel Nosiglia            | KTM          | 41 h 02 min 46 s  | + 02 h 15 min 16 s  |
| 18   | Maciej Giemza              | Husqvarna    | 41 h 15 min 58 s  | + 02 h 28 min 28 s  |
| 19   | Camille Chapelière         | Husqvarna    | 41 h 27 min 00 s  | + 02 h 39 min 30 s  |
| 20   | Juan Pedrero               | KTM          | 41 h 28 min 13 s  | + 02 h 40 min 43 s  |
| 21   | Antonio Maio               | Yamaha       | 41 h 33 min 13 s  | + 02 h 45 min 43 s  |
| 22   | Romain Dumontier           | Husqvarna    | 41 h 47 min 46 s  | + 03 h 00 min 16 s  |
| 23   | Jan Brabec                 | KTM          | 42 h 00 min 09 s  | + 03 h 12 min 39 s  |
| 24   | Rui Gonçalves              | Sherco       | 42 h 00 min 05 s  | + 03 h 13 min 25 s  |
| 25   | Bradley Cox                | KTM          | 42 h 03 min 23 s  | + 03 h 15 min 53 s  |
| 26   | Diego Gamaliel             | KTM          | 42 h 05 min 26 s  | + 03 h 17 min 56 s  |
| 27   | Konrad Dąbrowski           | Husqvarna    | 42 h 39 min 21 s  | + 03 h 51 min 51 s  |
| 28   | Arunas Gelazninkas         | Husqvarna    | 43 h 11 min 06 s  | + 04 h 23 min 36 s  |
| 29   | Jean-Loup Lepan            | KTM          | 43 h 23 min 06 s  | + 04 h 35 min 36 s  |
| 30   | Milan Engel                | KTM          | 43 h 44 min 11 s  | + 04 h 56 min 41 s  |
| 31   | Jérôme Martiny             | Husqvarna    | 43 h 45 min 10 s  | + 04 h 57 min 40 s  |
| 32   | Julien Jagu                | KTM          | 44 h 10 min 55 s  | + 05 h 23 min 25 s  |
| 33   | Benjamin Melot             | KTM          | 44 h 21 min 03 s  | + 05 h 33 min 33 s  |
| 34   | Charan Moore               | KTM          | 44 h 40 min 02 s  | + 05 h 52 min 32 s  |
| 35   | Mathieu Dovèze             | KTM          | 44 h 44 min 04 s  | + 05 h 56 min 34 s  |
| 36   | Martin Michek              | KTM          | 45 h 18 min 10 s  | + 06 h 30 min 40 s  |
| 37   | Mohammed Balooshi          | Husqvarna    | 45 h 18 min 48 s  | + 06 h 31 min 18 s  |
| 38   | Patricio Cabrera           | KTM          | 46 h 41 min 00 s  | + 07 h 53 min 30 s  |
| 39   | Mohammed Jaffar            | KTM          | 46 h 45 min 06 s  | + 07 h 57 min 36 s  |
| 40   | Emanuel Gyenes             | KTM          | 47 h 07 min 11 s  | + 08 h 19 min 41 s  |
| 41   | Zaker Yakp                 | KTM          | 47 h 17 min 41 s  | + 08 h 30 min 11 s  |
| 42   | Mario Patrao               | KTM          | 47 h 48 min 33 s  | + 09 h 01 min 03 s  |
| 43   | Charlie Herbst             | KTM          | 47 h 52 min 48 s  | + 09 h 05 min 18 s  |
| 44   | Wiljan van Wikselaar       | KTM          | 48 h 08 min 43 s  | + 09 h 21 min 13 s  |
| 45   | Giovanni Gritti            | Honda        | 48 h 29 min 10 s  | + 09 h 41 min 40 s  |
| 46   | John Kelly                 | KTM          | 48 h 30 min 21 s  | + 09 h 42 min 51 s  |
| 47   | David McBride              | Husqvarna    | 49 h 01 min 56 s  | + 10 h 14 min 26 s  |
| 48   | Mike Wiedemann             | KTM          | 49 h 03 min 44 s  | + 10 h 16 min 14 s  |
| 49   | Mirjam Pol                 | Husqvarna    | 49 h 23 min 49 s  | + 10 h 36 min 19 s  |
| 50   | Martin Bonnet              | Husqvarna    | 49 h 30 min 51 s  | + 10 h 43 min 21 s  |
| 51   | Mikaël Despontin           | KTM          | 49 h 46 min 28 s  | + 10 h 58 min 58 s  |
| 52   | Marc Calmet                | KTM          | 50 h 04 min 37 s  | + 11 h 17 min 07 s  |
| 53   | Diego Noras                | Husqvarna    | 50 h 11 min 14 s  | + 11 h 23 min 44 s  |
| 54   | Simon Marčič               | Husqvarna    | 51 h 07 min 31 s  | + 12 h 20 min 01 s  |
| 55   | Romain Leloup              | KTM          | 51 h 12 min 46 s  | + 12 h 25 min 16 s  |
| 56   | Ali Oukerbouch             | KTM          | 51 h 13 min 59 s  | + 12 h 26 min 29 s  |
| 57   | Mathieu Liebaert           | KTM          | 51 h 38 min 14 s  | + 12 h 50 min 44 s  |
| 58   | Joaquin Debeljuh           | KTM          | 51 h 40 min 42 s  | + 12 h 53 min 12 s  |
| 59   | David Gaits                | KTM          | 51 h 48 min 42 s  | + 13 h 01 min 12 s  |
| 60   | Jack Lundin                | Husqvarna    | 52 h 00 min 13 s  | + 13 h 12 min 43 s  |
| 61   | Zhang Min                  | KTM          | 52 h 33 min 04 s  | + 13 h 45 min 34 s  |
| 62   | Sandra Gómez               | Husqvarna    | 52 h 35 min 47 s  | + 13 h 48 min 17 s  |
| 63   | Harite Gabari              | Husqvarna    | 52 h 39 min 24 s  | + 13 h 51 min 54 s  |
| 64   | Jonathan Chotard           | KTM          | 52 h 48 min 03 s  | + 14 h 00 min 33 s  |
| 65   | Stuart Gregory             | KTM          | 53 h 15 min 02 s  | + 14 h 27 min 32 s  |
| 66   | Cesare Zacchetti           | KTM          | 53 h 20 min 27 s  | + 14 h 32 min 57 s  |
| 67   | Patrice Carillon           | KTM          | 53 h 22 min 30 s  | + 14 h 35 min 00 s  |
| 68   | Carles Falcon              | KTM          | 53 h 52 min 57 s  | + 15 h 05 min 27 s  |
| 69   | Alexandre Azinhais         | KTM          | 53 h 54 min 26 s  | + 15 h 06 min 56 s  |
| 70   | Vasileios Boudros          | Husqvarna    | 54 h 03 min 47 s  | + 15 h 16 min 17 s  |
| 71   | Albert Martin              | Husqvarna    | 54 h 17 min 53 s  | + 15 h 30 min 23 s  |
| 72   | Franco Picco               | Fantic       | 54 h 48 min 14 s  | + 16 h 00 min 44 s  |
| 73   | Francesco Catanese         | Honda        | 54 h 52 min 48 s  | + 16 h 05 min 18 s  |
| 74   | John Medina                | KTM          | 54 h 54 min 23 s  | + 16 h 06 min 53 s  |
| 75   | Sara García                | Yamaha       | 54 h 54 min 24 s  | + 16 h 06 min 54 s  |
| 76   | Juan Pablo Guillen         | KTM          | 55 h 04 min 01 s  | + 16 h 16 min 31 s  |
| 77   | Cesar Zumaran              | KTM          | 55 h 16 min 31 s  | + 16 h 29 min 01 s  |
| 78   | Eduardo Iglesias Sánchez   | KTM          | 55 h 23 min 18 s  | + 16 h 35 min 48 s  |
| 79   | Zhao Hongyi                | KTM          | 55 h 32 min 24 s  | + 16 h 44 min 54 s  |
| 80   | Arcélio Couto              | Honda        | 55 h 52 min 04 s  | + 17 h 04 min 34 s  |
| 81   | Jérémy Poncet              | Husqvarna    | 56 h 32 min 43 s  | + 17 h 45 min 13 s  |
| 82   | Sébastien Cojean           | Husqvarna    | 57 h 05 min 53 s  | + 18 h 18 min 23 s  |
| 83   | Roch Wolville              | Husqvarna    | 57 h 18 min 22 s  | + 18 h 30 min 52 s  |
| 84   | Philippe Cavelius          | KTM          | 57 h 51 min 37 s  | + 19 h 04 min 07 s  |
| 85   | Lkhamaa Namchin            | KTM          | 58 h 04 min 27 s  | + 19 h 16 min 57 s  |
| 86   | Walter Terblanche          | KTM          | 58 h 38 min 41 s  | + 19 h 51 min 11 s  |
| 87   | Javi Vega                  | Yamaha       | 58 h 52 min 45 s  | + 20 h 05 min 15 s  |
| 88   | Domenico Cipollone         | KTM          | 58 h 57 min 17 s  | + 20 h 09 min 47 s  |
| 89   | Samuel Fremy               | KTM          | 59 h 16 min 02 s  | + 20 h 28 min 32 s  |
| 90   | Danilo Petrucci            | KTM          | 59 h 30 min 34 s  | + 20 h 43 min 04 s  |
| 91   | Werner Kennedy             | KTM          | 59 h 40 min 39 s  | + 20 h 53 min 09 s  |
| 92   | Jose Arvest                | KTM          | 59 h 49 min 01 s  | + 21 h 01 min 31 s  |
| 93   | Julien Barthélémy          | Honda        | 60 h 14 min 22 s  | + 21 h 26 min 52 s  |
| 94   | David Mabbs                | KTM          | 60 h 18 min 08 s  | + 21 h 30 min 38 s  |
| 95   | Édouard Leconte            | KTM          | 61 h 19 min 06 s  | + 22 h 31 min 36 s  |
| 96   | Mattias Notti              | KTM          | 61 h 48 min 15 s  | + 23 h 00 min 45 s  |
| 97   | Andrea Winkler             | KTM          | 61 h 50 min 13 s  | + 23 h 02 min 43 s  |
| 98   | Audrey Rossat              | KTM          | 62 h 03 min 29 s  | + 23 h 15 min 59 s  |
| 99   | Fabrice Chirent            | KTM          | 62 h 28 min 16 s  | + 23 h 40 min 46 s  |
| 100  | Kevin Benavides            | KTM          | 62 h 40 min 59 s  | + 23 h 53 min 29 s  |
| 101  | Lorenzo Piolini            | KTM          | 62 h 41 min 19 s  | + 23 h 53 min 49 s  |
| 102  | Dominique Robin            | KTM          | 63 h 11 min 43 s  | + 24 h 24 min 13 s  |
| 103  | Rachid Al-Lal Lahadil      | Husqvarna    | 63 h 25 min 48 s  | + 24 h 38 min 18 s  |
| 104  | Tiziano Interno            | Husqvarna    | 64 h 08 min 34 s  | + 25 h 21 min 04 s  |
| 105  | Pedro Bianchi              | Honda        | 64 h 39 min 31 s  | + 25 h 52 min 01 s  |
| 106  | Gabor Saghmeister          | KTM          | 65 h 05 min 08 s  | + 26 h 17 min 38 s  |
| 107  | Alex Cueva                 | KTM          | 65 h 15 min 44 s  | + 26 h 28 min 14 s  |
| 108  | Battur Baatar              | KTM          | 68 h 37 min 46 s  | + 29 h 50 min 16 s  |
| 109  | Stephan Preuss             | KTM          | 69 h 07 min 50 s  | + 30 h 20 min 20 s  |
| 110  | Harith Noah Koitha Veettil | Sherco       | 72 h 52 min 50 s  | + 34 h 05 min 20 s  |
| 111  | Simon Hewitt               | Yamaha       | 74 h 13 min 00 s  | + 35 h 25 min 30 s  |
| 112  | Philippe Gendron           | KTM          | 75 h 46 min 48 s  | + 36 h 59 min 18 s  |
| 113  | Nicolas Monnin             | Honda        | 78 h 10 min 42 s  | + 39 h 23 min 12 s  |
| 114  | Abdullah Al Shatti         | KTM          | 81 h 15 min 39 s  | + 42 h 28 min 09 s  |
| 115  | Wolfgang Payr              | KTM          | 81 h 22 min 06 s  | + 42 h 34 min 36 s  |
| 116  | Paulo Oliveira             | KTM          | 85 h 50 min 59 s  | + 47 h 03 min 29 s  |
| 117  | Patrice Massador           | KTM          | 89 h 21 min 15 s  | + 50 h 33 min 45 s  |
| 118  | Aldo Winkler               | KTM          | 111 h 26 min 30 s | + 72 h 39 min 00 s  |
| 119  | Juan Carlos Puga           | KTM          | 113 h 15 min 12 s | + 74 h 27 min 42 s  |
| 120  | Leonardo Tonelli           | Husqvarna    | 122 h 21 min 25 s | + 83 h 33 min 55 s  |
| 121  | Thomas Preuss              | KTM          | 139 h 57 min 39 s | + 101 h 10 min 09 s |
| 122  | Guillaume Chollet          | Yamaha       | 140 h 25 min 14 s | + 101 h 37 min 44 s |
| 123  | Stéphane Darques           | Yamaha       | 158 h 31 min 37 s | + 119 h 44 min 27 s |
| 124  | Juan Puga                  | KTM          | 203 h 59 min 47 s | + 165 h 12 min 17 s |

### Quads
| Pos. | Pilote                 | Constructeur | Temps             | Écart              |
| 1    | Alexandre Giroud       | Yamaha       | 50 h 00 min 51 s  | —                  |
| 2    | Francisco Moreno       | Yamaha       | 52 h 22 min 02 s  | + 02 h 21 min 11 s |
| 3    | Kamil Wisniewski       | Yamaha       | 52 h 28 min 16 s  | + 02 h 27 min 25 s |
| 4    | Zdeněk Tůma            | Yamaha       | 58 h 09 min 38 s  | + 08 h 08 min 47 s |
| 5    | Carlos Alejandro Verza | Yamaha       | 69 h 44 min 03 s  | + 19 h 43 min 12 s |
| 6    | Marcelo Medeiros       | Yamaha       | 72 h 05 min 56 s  | + 22 h 05 min 05 s |
| 7    | Nicolas Robledo        | Can-Am       | 100 h 26 min 41 s | + 50 h 25 min 50 s |

### Autos
| Pos. | Pilote               | Copilote                  | Constructeur  | Temps             | Écart               |
| 1    | Nasser Al-Attiyah    | Matthieu Baumel           | Toyota        | 38 h 33 min 03 s  | —                   |
| 2    | Sébastien Loeb       | Fabian Lurquin            | Prodrive      | 39 h 00 min 49 s  | + 00 h 27 min 46 s  |
| 3    | Yazeed Al-Rajhi      | Michael Orr               | Toyota        | 39 h 34 min 16 s  | + 01 h 01 min 13 s  |
| 4    | Orlando Terranova    | Daniel Oliveras Carreras  | Prodrive      | 40 h 00 min 26 s  | + 01 h 27 min 23 s  |
| 5    | Giniel de Villiers   | Dennis Murphy             | Toyota        | 40 h 14 min 51 s  | + 01 h 41 min 48 s  |
| 6    | Jakub Przygoński     | Timo Gottschalk           | Mini          | 40 h 26 min 09 s  | + 01 h 53 min 06 s  |
| 7    | Mathieu Serradori    | Loic Minaudier            | Century       | 41 h 05 min 08 s  | + 02 h 32 min 05 s  |
| 8    | Sebastián Halpern    | Bernardo Graue            | Mini          | 41 h 11 min 29 s  | + 02 h 38 min 26 s  |
| 9    | Mattias Ekstrom      | Emil Bergkvist            | Audi          | 41 h 15 min 14 s  | + 02 h 42 min 11 s  |
| 10   | Vladimir Vasilyev    | Oleg Uperenko             | BMW           | 41 h 35 min 24 s  | + 03 h 02 min 21 s  |
| 11   | Vaidotas Žala        | Paulo Fiúza               | Mini          | 42 h 04 min 58 s  | + 03 h 31 min 55 s  |
| 12   | Carlos Sainz         | Lucas Cruz                | Audi          | 42 h 12 min 24 s  | + 03 h 39 min 21 s  |
| 13   | Michaël Pisano       | Max Delfino               | MD            | 42 h 14 min 03 s  | + 03 h 41 min 00 s  |
| 14   | Brian Baragwanath    | Leonard Cremer            | Century       | 42 h 24 min 29 s  | + 03 h 51 min 26 s  |
| 15   | Shameer Variawa      | Danie Stassen             | Toyota        | 42 h 28 min 36 s  | + 03 h 55 min 33 s  |
| 16   | Christian Lavieille  | Johnny Aubert             | MD            | 42 h 35 min 45 s  | + 04 h 02 min 42 s  |
| 17   | Bernhard ten Brinke  | Sébastien Delaunay        | Toyota        | 43 h 18 min 43 s  | + 04 h 45 min 40 s  |
| 18   | Lucio Álvarez        | Armand Monleón            | Toyota        | 43 h 29 min 39 s  | + 04 h 56 min 36 s  |
| 19   | Cyril Despres        | Taye Perry                | Peugeot       | 43 h 31 min 25 s  | + 04 h 58 min 22 s  |
| 20   | Juan Cruz Yacopini   | Alejandro Miguel Yacopini | Toyota        | 43 h 56 min 18 s  | + 05 h 23 min 15 s  |
| 21   | Pierre Lachaume      | Stéphane Duple            | MD            | 44 h 00 min 00 s  | + 05 h 26 min 57 s  |
| 22   | Ronan Chabot         | Gilles Pillot             | Toyota        | 44 h 21 min 49 s  | + 05 h 48 min 46 s  |
| 23   | Laia Sanz            | Maurizio Gerini           | Mini          | 44 h 51 min 59 s  | + 06 h 18 min 56 s  |
| 24   | Miroslav Zapletal    | Marek Sýkora              | Ford          | 45 h 09 min 14 s  | + 06 h 36 min 11 s  |
| 25   | Martin Prokop        | Viktor Chytka             | Ford          | 45 h 17 min 12 s  | + 06 h 44 min 09 s  |
| 26   | Jean-Rémy Berghoune  | Gérard Dubuy              | MD            | 45 h 41 min 47 s  | + 07 h 08 min 44 s  |
| 27   | Isidre Esteve        | José Marie Villalobos     | Toyota        | 45 h 54 min 43 s  | + 07 h 21 min 40 s  |
| 28   | Denis Krotov         | Konstantin Zhiltsov       | Mini          | 46 h 42 min 09 s  | + 08 h 09 min 06 s  |
| 29   | Christiaan Visser    | Rodney Burke              | Century       | 47 h 30 min 03 s  | + 08 h 57 min 00 s  |
| 30   | Marcelo Tiglia       | Cadu Sachs                | Century       | 49 h 16 min 29 s  | + 10 h 43 min 26 s  |
| 31   | Henk Lategan         | Brett Cummings            | Toyota        | 50 h 24 min 24 s  | + 11 h 51 min 21 s  |
| 32   | Po Tian              | Xuanyi Du                 | SMG           | 50 h 39 min 06 s  | + 12 h 06 min 03 s  |
| 33   | Erwin Imschoot       | Olivier Imschoot          | MD            | 51 h 31 min 03 s  | + 12 h 58 min 00 s  |
| 34   | Oscar Fuertes        | Diego Vallejo             | Astara        | 51 h 33 min 35 s  | + 13 h 00 min 32 s  |
| 35   | Miguel Barbosa       | Pedro Velosa              | Toyota        | 52 h 01 min 19 s  | + 13 h 28 min 16 s  |
| 36   | Daniel Schröder      | Ryan Bland                | Nissan        | 52 h 14 min 41 s  | + 13 h 41 min 38 s  |
| 37   | Wei Han              | Li Ma                     | SMG           | 53 h 00 min 51 s  | + 14 h 27 min 48 s  |
| 38   | Akira Miura          | Laurent Lichtleuchter     | Toyota        | 55 h 54 min 06 s  | + 17 h 21 min 03 s  |
| 39   | Ernest Roberts       | Henry Kohne               | Century       | 56 h 45 min 59 s  | + 18 h 12 min 56 s  |
| 40   | Maik Willems         | Robert van Pelt           | Toyota        | 57 h 07 min 46 s  | + 18 h 34 min 43 s  |
| 41   | Gintas Petrus        | Šarūnas Paliokas          | MD            | 58 h 52 min 45 s  | + 20 h 19 min 42 s  |
| 42   | Khalid Al-Qassimi    | Dirk von Zitzewitz        | Peugeot       | 59 h 22 min 59 s  | + 20 h 49 min 56 s  |
| 43   | Ronald Basso         | Jean-Michel Polato        | Toyota        | 59 h 46 min 19 s  | + 21 h 13 min 16 s  |
| 44   | Markus Walcher       | Stephan Stensky           | Nissan        | 59 h 50 min 54 s  | + 21 h 17 min 51 s  |
| 45   | Alexandre Leroy      | Nicolas Delangue          | Century       | 61 h 22 min 55 s  | + 22 h 49 min 52 s  |
| 46   | François Cousin      | Stéphane Cousin           | MD            | 64 h 23 min 17 s  | + 25 h 50 min 14 s  |
| 47   | Jean-Philippe Beziat | Vincent Albira            | MD            | 66 h 52 min 15 s  | + 28 h 19 min 12 s  |
| 48   | Lionel Baud          | Jean-Pierre Garcin        | Peugeot       | 68 h 51 min 28 s  | + 30 h 18 min 25 s  |
| 49   | Antanas Juknevičius  | Didzis Zarins             | Toyota        | 69 h 33 min 48 s  | + 31 h 00 min 45 s  |
| 50   | Jean-Pierre Strugo   | François Borsotto         | MD            | 80 h 21 min 12 s  | + 41 h 48 min 09 s  |
| 51   | Guoyu Zhang          | Hongyu Pan                | BAIC          | 81 h 45 min 52 s  | + 43 h 12 min 49 s  |
| 52   | Nani Roma            | Álex Haro Bravo           | Prodrive      | 82 h 30 min 33 s  | + 43 h 57 min 30 s  |
| 53   | Alexandre Pesci      | Stephan Kuhni             | Rebellion     | 85 h 16 min 40 s  | + 46 h 43 min 37 s  |
| 54   | Mihai Ban            | Stefan Catalin Ion        | Hummer        | 89 h 58 min 41 s  | + 51 h 25 min 38 s  |
| 55   | Yves Fromont         | Jean Fromont              | Volkswagen    | 92 h 07 min 48 s  | + 53 h 34 min 45 s  |
| 56   | Hugues Moilet        | Antoine Galland           | Fouquet       | 93 h 56 min 30 s  | + 55 h 23 min 37 s  |
| 57   | Thierry Richard      | Franck Maldonado          | Sodicars      | 94 h 56 min 26 s  | + 56 h 23 min 23 s  |
| 58   | Iacob Buhai          | Turdean Tudor             | Toyota        | 95 h 53 min 28 s  | + 57 h 20 min 25 s  |
| 59   | Stéphane Peterhansel | Édouard Boulanger         | Audi          | 106 h 45 min 16 s | + 68 h 12 min 13 s  |
| 60   | Silvio Totani        | Tito Totani               | Nissan        | 111 h 21 min 54 s | + 72 h 48 min 51 s  |
| 61   | Patrick Martin       | Lucas Martin              | Volkswagen    | 112 h 32 min 42 s | + 73 h 59 min 39 s  |
| 62   | Henri Vansteenbergen | Eyck Willemse             | Rally Raid UK | 123 h 34 min 58 s | + 85 h 01 min 55 s  |
| 63   | Schalk Burger        | Henk Janse van Vuuren     | Century       | 127 h 54 min 09 s | + 89 h 21 min 06 s  |
| 64   | Maxime Lacarrau      | Frédéric Becart           | Toyota        | 135 h 53 min 24 s | + 97 h 20 min 21 s  |
| 65   | Andrea Lafarja       | Eugenio Arrieta           | Borgward      | 142 h 09 min 44 s | + 103 h 36 min 41 s |
| 66   | Carlos Checa         | Ferran Alcayna            | MD            | 143 h 18 min 14 s | + 104 h 45 min 11 s |
| 67   | Pierre-Guy Cellerier | Franck Cellerier          | Bowler        | 165 h 56 min 54 s | + 127 h 23 min 51 s |
| 68   | Hervé Quinet         | Marie-Laure Quinet        | Rally Raid UK | 165 h 57 min 09 s | + 127 h 24 min 06 s |
| 69   | Marco Piana          | Nicolas Garnier           | Toyota        | 185 h 58 min 13 s | + 147 h 25 min 10 s |
| 70   | Christophe Girard    | Renaud Niveau             | Toyota        | 214 h 51 min 18 s | + 176 h 18 min 15 s |
| 71   | Andrea Schiumarini   | Stefano Sinibaldi         | Mitsubishi    | 215 h 34 min 00 s | + 177 h 00 min 57 s |
| 72   | Ibrahm Almuhna       | Osama Alsanad             | Toyota        | 222 h 38 min 48 s | + 184 h 05 min 45 s |

### Prototypes Légers
| Pos. | Pilote                   | Copilote                  | Constructeur | Temps             | Écart               |
| 1    | Francisco López Contardo | Juan Latrach Vinagre      | Can-Am       | 45 h 50 min 51 s  | —                   |
| 2    | Sebastian Eriksson       | Wouter Rosegaar           | Can-Am       | 46 h 42 min 19 s  | + 00 h 51 min 28 s  |
| 3    | Cristina Gutiérrez       | François Cazalet          | OT           | 50 h 25 min 34 s  | + 04 h 34 min 43 s  |
| 4    | Santiago Navarro         | Marc Sola                 | Can-Am       | 51 h 02 min 26 s  | + 05 h 11 min 35 s  |
| 5    | Pavel Lebedev            | Kirill Shubin             | Can-Am       | 51 h 43 min 05 s  | + 05 h 52 min 14 s  |
| 6    | Camelia Liparoti         | Xavier Blanco             | Yamaha       | 54 h 17 min 02 s  | + 08 h 26 min 11 s  |
| 7    | Thomas Bell              | Bruno Jacomy              | Can-Am       | 54 h 25 min 52 s  | + 08 h 35 min 01 s  |
| 8    | Dania Akeel              | Sergio Lafuente           | Can-Am       | 55 h 50 min 58 s  | + 10 h 00 min 07 s  |
| 9    | Serge Gounon             | Pierre-Henri Michel       | Can-Am       | 56 h 50 min 09 s  | + 10 h 59 min 18 s  |
| 10   | Lionel Costes            | Christophe Tressens       | PH-Sport     | 57 h 24 min 01 s  | + 11 h 33 min 10 s  |
| 11   | Hans Weijs               | Tim Rietveld              | Arcane       | 58 h 54 min 31 s  | + 13 h 03 min 40 s  |
| 12   | Geoffrey Moreau          | Pascal Chassant           | MMP          | 59 h 05 min 54 s  | + 13 h 15 min 03 s  |
| 13   | Mario Franco             | Rui Franco                | Yamaha       | 59 h 14 min 34 s  | + 13 h 23 min 43 s  |
| 14   | Luis Eguiguren           | Matias Vicuña             | Herrator     | 59 h 22 min 09 s  | + 13 h 31 min 18 s  |
| 15   | Annett Fischer           | Annie Seel                | Yamaha       | 60 h 27 min 55 s  | + 14 h 37 min 04 s  |
| 16   | Seth Quintero            | Dennis Zenz               | OT           | 60 h 29 min 12 s  | + 14 h 38 min 21 s  |
| 17   | Mashael Alobaidan        | Jacopo Cerutti            | Can-Am       | 60 h 30 min 43 s  | + 14 h 39 min 52 s  |
| 18   | Jordi Segura             | Pedro López               | Can-Am       | 62 h 06 min 02 s  | + 16 h 15 min 11 s  |
| 19   | Gaspard Destailleur      | Jean-François Destailleur | Can-Am       | 64 h 34 min 02 s  | + 18 h 43 min 11 s  |
| 20   | Eric Croquelois          | Hugues Lapouille          | Can-Am       | 66 h 50 min 16 s  | + 20 h 59 min 25 s  |
| 21   | Jean-Luc Pisson          | Jean Brucy                | PH-Sport     | 68 h 11 min 48 s  | + 22 h 20 min 57 s  |
| 22   | Fernando Álvarez         | Xavier Panseri            | Can-Am       | 69 h 03 min 32 s  | + 23 h 12 min 41 s  |
| 23   | Michiel Becx             | Edwin Kuijpers            | Arcane       | 69 h 40 min 17 s  | + 23 h 49 min 26 s  |
| 24   | Hugues Matringhem        | Nicolas Tchidemian        | Can-Am       | 71 h 52 min 52 s  | + 26 h 02 min 01 s  |
| 25   | Josef Machacek           | Pavel Vyoral              | Buggyra      | 78 h 12 min 50 s  | + 32 h 21 min 59 s  |
| 26   | Paolo Sottile            | Matteo Sottile            | Can-Am       | 79 h 22 min 31 s  | + 33 h 31 min 40 s  |
| 27   | Patrick Becquart         | Romain Becquart           | Can-Am       | 81 h 01 min 51 s  | + 35 h 11 min 00 s  |
| 28   | Javier Herrador          | José Luis Rosa            | Herrator     | 81 h 32 min 00 s  | + 35 h 41 min 09 s  |
| 29   | Javier Velez             | Mateo Moreno              | Can-Am       | 84 h 58 min 38 s  | + 39 h 07 min 47 s  |
| 30   | Sebastian Guayasamin     | Ricardo Torlaschi         | Can-Am       | 114 h 28 min 06 s | + 68 h 37 min 15 s  |
| 31   | Maria Oparina            | Andrei Rudnitski          | Can-Am       | 125 h 09 min 51 s | + 79 h 19 min 00 s  |
| 32   | Ahmed Alkuwari           | Nasser Alkuwari           | Yamaha       | 132 h 42 min 15 s | + 86 h 51 min 24 s  |
| 33   | Merce Marti              | Margot Llobera            | Can-Am       | 135 h 29 min 20 s | + 89 h 38 min 29 s  |
| 34   | Pedro Peñate             | Rosa Romero               | Can-Am       | 173 h 52 min 05 s | + 128 h 01 min 14 s |
| 35   | Andrey Novikov           | Dmitrii Kozhukov          | G-Force      | 178 h 59 min 10 s | + 133 h 08 min 19 s |
| 36   | Pascale Jaffrenou        | Françoise Hollender       | Pinch        | 195 h 48 min 44 s | + 149 h 57 min 53 s |
| 37   | Boris Gadasin            | Dmitry Pavlov             | G-Force      | 230 h 03 min 52 s | + 184 h 13 min 01 s |

### SSV
| Pos. | Pilote                    | Copilote                 | Constructeur | Temps             | Écart              |
| 1    | Austin Jones              | Gustavo Gugelmin         | Can-Am       | 47 h 22 min 50 s  | —                  |
| 2    | Gerard Farres             | Diego Ortega             | Can-Am       | 47 h 25 min 27 s  | + 00 h 02 min 37 s |
| 3    | Rokas Baciuška            | Oriol Mena               | Can-Am       | 47 h 38 min 08 s  | + 00 h 15 min 18 s |
| 4    | Marek Goczał              | Łukasz Łaskawiec         | Can-Am       | 47 h 39 min 11 s  | + 00 h 16 min 21 s |
| 5    | Michal Goczał             | Szymon Gospodarczyk      | Can-Am       | 47 h 51 min 18 s  | + 00 h 28 min 28 s |
| 6    | Rodrigo Luppi de Oliveira | Maykel Justo             | Can-Am       | 48 h 18 min 34 s  | + 08 h 55 min 44 s |
| 7    | Luis Portela              | David Megre              | Can-Am       | 50 h 43 min 19 s  | + 03 h 20 min 29 s |
| 8    | Eric Abel                 | Christian Manez          | Can-Am       | 52 h 45 min 36 s  | + 05 h 22 min 46 s |
| 9    | Joan Lascorz              | Miguel Puertas           | Can-Am       | 53 h 20 min 49 s  | + 05 h 57 min 59 s |
| 10   | David Zille               | Sebastian Cesana         | Can-Am       | 53 h 38 min 45 s  | + 06 h 15 min 55 s |
| 11   | Rudy Roquesalane          | Vincent Ferri            | Can-Am       | 54 h 25 min 34 s  | + 07 h 02 min 44 s |
| 12   | Aron Domżała              | Maciej Marton            | Can-Am       | 54 h 35 min 43 s  | + 07 h 12 min 53 s |
| 13   | Ievgen Kovalevych         | Dmytro Tsyro             | Can-Am       | 54 h 36 min 13 s  | + 07 h 13 min 23 s |
| 14   | Molly Taylor              | Dale Moscatt             | Can-Am       | 55 h 00 min 49 s  | + 07 h 37 min 59 s |
| 15   | Tomas Jancys              | Irmantas Bražiūnas       | Can-Am       | 55 h 11 min 33 s  | + 07 h 48 min 43 s |
| 16   | Rui Oliveira              | Fausto Mota              | Can-Am       | 56 h 05 min 05 s  | + 08 h 42 min 15 s |
| 17   | Fabrice Lardon            | Bruno Bony               | Can-Am       | 56 h 50 min 03 s  | + 09 h 27 min 13 s |
| 18   | Pietro Cinotto            | Alberto Bertoldi         | Polaris      | 56 h 52 min 57 s  | + 09 h 30 min 07 s |
| 19   | Paul Spierings            | Jan-Pieter van der Stelt | Can-Am       | 57 h 28 min 59 s  | + 10 h 06 min 09 s |
| 20   | Nicolas Brabeck-Letmathe  | Ezequiel Fernandez       | Can-Am       | 57 h 28 min 59 s  | + 10 h 06 min 09 s |
| 21   | Florent Vayssade          | Nicolas Rey              | Can-Am       | 58 h 07 min 40 s  | + 10 h 44 min 50 s |
| 22   | Frédéric Chesneau         | Stéphane Chesneau        | Can-Am       | 58 h 35 min 50 s  | + 11 h 13 min 00 s |
| 23   | Josep Rojas               | Joan Rubi                | Can-Am       | 58 h 47 min 31 s  | + 11 h 24 min 41 s |
| 24   | Benoit Fretin             | Cédric Duple             | Can-Am       | 61 h 05 min 28 s  | + 13 h 42 min 38 s |
| 25   | Jérôme de Sadeleer        | Michaël Metge            | Can-Am       | 62 h 07 min 28 s  | + 14 h 44 min 38 s |
| 26   | Jan de Wit                | Serge Bruynkens          | Can-Am       | 62 h 32 min 13 s  | + 15 h 09 min 23 s |
| 27   | Jeffrey Otten             | Nicky Zoontjens          | Can-Am       | 63 h 17 min 27 s  | + 15 h 54 min 37 s |
| 28   | Davy Huguet               | Nicolas Falloux          | Can-Am       | 64 h 45 min 12 s  | + 17 h 22 min 22 s |
| 29   | Jean-Claude Pla           | Jérôme Pla               | Polaris      | 67 h 14 min 46 s  | + 19 h 51 min 56 s |
| 30   | Tatiana Sycheva           | Aleksandr Alekseev       | Can-Am       | 68 h 08 min 14 s  | + 20 h 45 min 24 s |
| 31   | Pablo Macua               | Mauro Lipez              | Can-Am       | 69 h 38 min 57 s  | + 22 h 16 min 07 s |
| 32   | Bruno Fretin              | Valentin Sarreaud        | Can-Am       | 72 h 44 min 14 s  | + 25 h 21 min 24 s |
| 33   | Shinsuke Umeda            | David Giovannetti        | Polaris      | 72 h 46 min 24 s  | + 25 h 23 min 34 s |
| 34   | Gael Queralt              | Sergi Brugue             | Can-Am       | 79 h 41 min 46 s  | + 32 h 18 min 56 s |
| 35   | Ulrich Caradot            | Mathieu Bouchut          | Can-Am       | 81 h 39 min 09 s  | + 34 h 16 min 19 s |
| 36   | Lucas del Rio             | Americo Aliaga           | Can-Am       | 85 h 07 min 11 s  | + 37 h 44 min 21 s |
| 37   | André Thewessen           | Stijn Bastings           | Can-Am       | 85 h 42 min 12 s  | + 38 h 19 min 24 s |
| 38   | Jérémy Poret              | Brice Aloth              | Can-Am       | 86 h 10 min 21 s  | + 38 h 47 min 31 s |
| 39   | Baptiste Enjolras         | Julien Enjolras          | Can-Am       | 89 h 56 min 47 s  | + 42 h 33 min 57 s |
| 40   | Christophe Cresp          | Serge Henninot           | Can-Am       | 90 h 56 min 22 s  | + 43 h 33 min 32 s |
| 41   | Grégory Pichon            | Jean Pichon              | Can-Am       | 113 h 04 min 16 s | + 65 h 41 min 26 s |
| 42   | Aranzal Gerel             | Ganzorig Temuujin        | Can-Am       | 113 h 44 min 41 s | + 66 h 21 min 51 s |
| 43   | Michele Cinotto           | Maurizio Dominella       | Polaris      | 115 h 21 min 29 s | + 67 h 58 min 39 s |
| 44   | Patrice Etienne           | Jérôme Bos               | Can-Am       | 120 h 03 min 09 s | + 72 h 40 min 19 s |

### Camions
| Pos. | Pilote                          | Copilote              | Mécanicien           | Constructeur | Temps             | Écart               |
| 1    | Dmitry Sotnikov                 | Ruslan Akhmadeev      | Ilgiz Akhmetzianov   | Kamaz        | 41 h 37 min 34 s  | —                   |
| 2    | Eduard Nikolaev                 | Evgeny Yakovlev       | Vladimir Rybakov     | Kamaz        | 41 h 47 min 32 s  | + 00 h 09 min 58 s  |
| 3    | Anton Shibalov                  | Dmitrii Nikitin       | Ivan Tatarinov       | Kamaz        | 42 h 48 min 45 s  | + 01 h 11 min 11 s  |
| 4    | Andrey Karginov                 | Andrey Mokeev         | Ivan Malkov          | Kamaz        | 43 h 27 min 29 s  | + 01 h 49 min 55 s  |
| 5    | Janus van Kasteren              | Marcel Snijders       | Darek Rodewald       | Iveco        | 44 h 46 min 04 s  | + 03 h 08 min 30 s  |
| 6    | Martin van den Brink            | Peter Willemsen       | Bernard der Kinderen | Iveco        | 45 h 21 min 06 s  | + 03 h 43 min 32 s  |
| 7    | Martin Macik                    | František Tomášek     | David Švanda         | Iveco        | 46 h 21 min 45 s  | + 04 h 44 min 11 s  |
| 8    | Victor Willem Corne Versteijnen | Teun van Dal          | Randy Smits          | Iveco        | 46 h 22 min 08 s  | + 04 h 44 min 11 s  |
| 9    | Richard de Groot                | Mark Laan             | Jan Hulsebosch       | Iveco        | 48 h 07 min 01 s  | + 06 h 29 min 27 s  |
| 10   | Mitchel van den Brink           | Rijk Mouw             | Bert Donkelaar       | Iveco        | 49 h 48 min 08 s  | + 08 h 10 min 34 s  |
| 11   | Ben van de Laar                 | Jan van de Laar       | Simon Stubbs         | Iveco        | 50 h 59 min 56 s  | + 09 h 22 min 22 s  |
| 12   | Vaidotas Paškevičius            | Slavomir Volkov       | Tomas Guzauskas      | Tatra        | 51 h 25 min 16 s  | + 09 h 47 min 42 s  |
| 13   | Kees Koolen                     | Wouter de Graaff      | Gijsbert van Uden    | Iveco        | 52 h 56 min 23 s  | + 11 h 18 min 49 s  |
| 14   | Pascal de Baar                  | Jan van der Vaet      | Stefan Slootjes      | Renault      | 55 h 13 min 59 s  | + 13 h 36 min 25 s  |
| 15   | Claudio Bellina                 | Bruno Gotti           | Giulio Minelli       | Iveco        | 56 h 03 min 26 s  | + 14 h 25 min 52 s  |
| 16   | Mathias Behringer               | Hugo Kupper           | Robert Striebe       | MAN          | 62 h 30 min 01 s  | + 20 h 52 min 27 s  |
| 17   | Egbert Wingens                  | Marije van Ettekoven  | Marijn Beekmans      | Iveco        | 65 h 17 min 37 s  | + 23 h 40 min 03 s  |
| 18   | Ben de Groot                    | Ad Hofmans            | Govert Boogaard      | Daf          | 69 h 13 min 54 s  | + 27 h 36 min 20 s  |
| 19   | Michael Baumann                 | Philipp Beier         | Lukas Raschendorfer  | MAN          | 70 h 25 min 04 s  | + 28 h 47 min 30 s  |
| 20   | Jordi Juvanteny                 | Jordi Ballbe          | Fina Roman           | MAN          | 72 h 31 min 46 s  | + 30 h 54 min 12 s  |
| 21   | Ales Loprais                    | Petr Pokora           | Jaroslav Valtr       | Praga        | 76 h 31 min 27 s  | + 34 h 53 min 53 s  |
| 22   | Teruhito Sugawara               | Hirokazu Somemiya     | Yuji Mochizuki       | Hino         | 83 h 20 min 11 s  | + 41 h 42 min 37 s  |
| 23   | William de Groot                | Tom Brekelmans        | Remon van der Steen  | Daf          | 90 h 38 min 52 s  | + 49 h 01 min 18 s  |
| 24   | Tomáš Tomeček                   | Leopold Padour        | Niccolo Funaioli     | Tatra        | 94 h 15 min 46 s  | + 52 h 38 min 12 s  |
| 25   | Gerrit Zuurmond                 | Tjeerd van Ballegooy  | Klaas Kwakkel        | MAN          | 98 h 28 min 21 s  | + 56 h 50 min 47 s  |
| 26   | Sylvain Besnard                 | Sylvain Laliche       | Frédéric Cappucio    | MAN          | 98 h 48 min 29 s  | + 57 h 10 min 55 s  |
| 27   | Ignacio Casale                  | Alvaro Leon           | Tomáš Šikola         | Tatra        | 116 h 51 min 01 s | + 75 h 13 min 27 s  |
| 28   | Jose Martins                    | Didier Belivier       | Jérémie Gimbre       | Iveco        | 126 h 01 min 42 s | + 84 h 24 min 08 s  |
| 29   | Gert Huzink                     | Rob Buursen           | Martin Roesink       | Renault      | 127 h 13 min 40 s | + 85 h 36 min 06 s  |
| 30   | Dave Berghmans                  | Tom Geuens            | Sam Koopmann         | Iveco        | 147 h 49 min 55 s | + 106 h 12 min 21 s |
| 31   | Stefan Henken                   | Michael Helminger     | Ludwig Helminger     | MAN          | 165 h 17 min 17 s | + 123 h 39 min 43 s |
| 32   | Richard Gonzalez                | Jean-Philippe Salviat | Patrick Prot         | Daf          | 168 h 21 min 23 s | + 126 h 43 min 49 s |
| 33   | Alberto Herrero                 | Borja Rodriguez       | Mario Rodriguez      | Scania       | 180 h 49 min 34 s | + 139 h 12 min 00 s |

### Open
| Pos. | Pilote           | Copilote         | Constructeur | Temps             | Écart              |
| 1    | Gérard Tramoni   | Dominique Totain | Oryx         | 60 h 20 min 26 s  | —                  |
| 2    | Andrew Wicklow   | Quin Evans       | Bowler       | 139 h 09 min 48 s | + 78 h 49 min 22 s |
| 3    | Mohamad Altwijri | Yasser Alhajjaj  | Toyota       | 148 h 54 min 54 s | + 88 h 34 min 28 s |

### Classic
| Pos. | Pilote             | Copilote            | Constructeur    | Mécanicien    | Points de pénalité | Écart |
| 1    | Serge Mogno        | Florent Drulhon     |                 | Toyota        | 399                | —     |
| 2    | Arnaud Euvrard     | Adeline Euvrard     |                 | Mercedes-Benz | 602                | + 203 |
| 3    | Jesus Fuster       | Juan Carlos Ramirez |                 | Mercedes-Benz | 701                | + 302 |
| 4    | Jérôme Galpin      | Anne Galpin         |                 | Protruck      | 803                | + 404 |
| 5    | Kilian Revuelta    | Mariano de Quadros  |                 | Toyota        | 922                | + 523 |
| 6    | Xavier Piña        | Sergi Giralt        |                 | Toyota        | 983                | + 584 |
| 7    | Carlos Santaolalla | Aran Sol            |                 | Toyota        | 983                | + 584 |
| 8    | Tom de Leeuw       | Cédric Feryn        | Bjorn Burgelman | Mercedes-Benz | 1004               | + 605 |
| 9    | Marc Douton        | Jérémy Athimon      |                 | Porsche       | 1050               | + 651 |
| 10   | Alexander Wurfbain | Onno den Boer       |                 | Mercedes-Benz | 1095               | + 696 |

## Performances individuelles par étapes
Cette section détaille les résultats des principaux concurrents étape par étape, ainsi que leur position au classement général.

### Motos
| Équipe                           | #   | Pilote                     | Étape/Général | 1A | 1B | 2   | 3   | 4   | 5   | 6   | 7   | 8   | 9   | 10  | 11  | 12  |
| -------------------------------- | --- | -------------------------- | ------------- | -- | -- | --- | --- | --- | --- | --- | --- | --- | --- | --- | --- | --- |
| Red Bull KTM Factory Team        | 1   | Kevin Benavídes            | Étape         | 4  | 14 | 3   | 8   | 16  | 8   | 14  | 2   | 13  | 2   | 123 | 1   | 12  |
| Red Bull KTM Factory Team        | 1   | Kevin Benavídes            | Général       |    | 14 | 11  | 8   | 10  | 8   | 8   | 3   | 6   | 5   | 110 | 103 | 100 |
| Red Bull KTM Factory Team        | 18  | Toby Price                 | Étape         | 8  | 22 | 5   | 2   | 29  | 5   | 9   | 9   | 6   | 16  | 1   | 28  | 2   |
| Red Bull KTM Factory Team        | 18  | Toby Price                 | Général       |    | 22 | 15  | 14  | 16  | 13  | 12  | 11  | 9   | 9   | 6   | 10  | 10  |
| Red Bull KTM Factory Team        | 52  | Matthias Walkner           | Étape         | 5  | 3  | 14  | 10  | 7   | 11  | 3   | 24  | 3   | 4   | 26  | 4   | 7   |
| Red Bull KTM Factory Team        | 52  | Matthias Walkner           | Général       |    | 3  | 3   | 3   | 2   | 2   | 2   | 2   | 2   | 1   | 4   | 3   | 3   |
| Monster Energy Honda Team        | 2   | Ricky Brabec               | Étape         | 12 | 35 | 15  | 7   | 10  | 4   | 5   | 7   | 4   | 3   | 15  | 5   | 26  |
| Monster Energy Honda Team        | 2   | Ricky Brabec               | Général       |    | 35 | 22  | 20  | 18  | 16  | 15  | 13  | 13  | 10  | 9   | 6   | 7   |
| Monster Energy Honda Team        | 7   | Pablo Quintanilla          | Étape         | 2  | 2  | 25  | 26  | 2   | 19  | 4   | 11  | 2   | 8   | 13  | 6   | 1   |
| Monster Energy Honda Team        | 7   | Pablo Quintanilla          | Général       |    | 2  | 6   | 7   | 6   | 5   | 5   | 6   | 4   | 4   | 2   | 2   | 2   |
| Monster Energy Honda Team        | 11  | José Ignacio Cornejo       | Étape         | 25 | 26 | 13  | 12  | 12  | 3   | 21  | 1   | 15  | 1   | 24  | 7   | 3   |
| Monster Energy Honda Team        | 11  | José Ignacio Cornejo       | Général       |    | 26 | 19  | 18  | 17  | 14  | 13  | 9   | 12  | 7   | 10  | 7   | 6   |
| Monster Energy Honda Team        | 88  | Joan Barreda Bort          | Étape         | 10 | 17 | 1   | 24  | 1   | 26  | 13  | 3   | 10  | 5   | 4   | 20  | 4   |
| Monster Energy Honda Team        | 88  | Joan Barreda Bort          | Général       |    | 17 | 10  | 12  | 7   | 10  | 9   | 7   | 5   | 6   | 5   | 5   | 5   |
| GasGas Factory Racing            | 3   | Sam Sunderland             | Étape         | 7  | 6  | 2   | 17  | 6   | 12  | 2   | 28  | 1   | 13  | 17  | 2   | 8   |
| GasGas Factory Racing            | 3   | Sam Sunderland             | Général       |    | 6  | 1   | 1   | 1   | 1   | 1   | 4   | 1   | 2   | 3   | 1   | 1   |
| GasGas Factory Racing            | 4   | Daniel Sanders             | Étape         | 1  | 1  | 28  | 5   | 17  | 13  | 1   | Ab. |     |     |     |     |     |
| GasGas Factory Racing            | 4   | Daniel Sanders             | Général       |    | 1  | 7   | 5   | 4   | 4   | 3   |     |     |     |     |     |     |
| Husqvarna Factory Racing         | 5   | Skyler Howes               | Étape         | 26 | 10 | 4   | 4   | 21  | 133 | Ab. |     |     |     |     |     |     |
| Husqvarna Factory Racing         | 5   | Skyler Howes               | Général       |    | 10 | 4   | 4   | 8   | 50  |     |     |     |     |     |     |     |
| Husqvarna Factory Racing         | 77  | Luciano Benavídes          | Étape         | 13 | 38 | 17  | 15  | 5   | 10  | 16  | 4   | 7   | 7   | 2   | 26  | 6   |
| Husqvarna Factory Racing         | 77  | Luciano Benavídes          | Général       |    | 38 | 27  | 24  | 20  | 18  | 17  | 15  | 14  | 14  | 13  | 13  | 13  |
| Hero Motorsports Team Rally      | 6   | Aaron Mare                 | Étape         | 19 | 11 | 10  | 18  | 40  | 24  | 25  | 22  | 21  | 20  | 14  | 25  | 28  |
| Hero Motorsports Team Rally      | 6   | Aaron Mare                 | Général       |    | 11 | 9   | 10  | 15  | 17  | 16  | 17  | 17  | 17  | 16  | 16  | 16  |
| Hero Motorsports Team Rally      | 27  | Joaquim Rodrigues          | Étape         | 11 | 30 | 6   | 1   | 35  | 20  | 10  | 6   | 8   | 11  | 31  | 3   | 16  |
| Hero Motorsports Team Rally      | 27  | Joaquim Rodrigues          | Général       |    | 30 | 18  | 17  | 19  | 20  | 18  | 16  | 15  | 15  | 15  | 14  | 14  |
| Orion - Moto Racing Group        | 10  | Martin Michek              | Étape         | 14 | 41 | 11  | 13  | 9   | 9   | 38  | 46  | 17  | 14  | 10  | 117 | 14  |
| Orion - Moto Racing Group        | 10  | Martin Michek              | Général       |    | 41 | 23  | 22  | 21  | 19  | 19  | 23  | 21  | 19  | 18  | 37  | 36  |
| HT Rally Raid Husqvarna Racing   | 12  | Xavier de Soultrait        | Étape         | 20 | 8  | 27  | 16  | 19  | 18  | 20  | 17  | 18  | 18  | 16  | 15  | 17  |
| HT Rally Raid Husqvarna Racing   | 12  | Xavier de Soultrait        | Général       |    | 8  | 13  | 15  | 13  | 15  | 14  | 14  | 16  | 16  | 14  | 15  | 15  |
| Sherco TVS Rally Factory         | 15  | Lorenzo Santolino          | Étape         | 21 | 7  | 16  | 20  | 4   | 21  | 12  | 5   | 20  | 35  | 5   | 17  | 9   |
| Sherco TVS Rally Factory         | 15  | Lorenzo Santolino          | Général       |    | 7  | 5   | 6   | 5   | 6   | 6   | 5   | 7   | 12  | 11  | 12  | 11  |
| Sherco TVS Rally Factory         | 19  | Rui Gonçalves              | Étape         | 22 | 70 | 12  | 23  | 3   | 27  | 17  | 16  | 14  | 15  | 9   | 36  | 11  |
| Sherco TVS Rally Factory         | 19  | Rui Gonçalves              | Général       |    | 70 | 48  | 42  | 38  | 36  | 32  | 30  | 27  | 25  | 24  | 25  | 24  |
| Sherco TVS Rally Factory         | 20  | Harith Noah Koitha Veettil | Étape         | 35 | 34 | 26  | 29  | 31  | 28  | 34  | 23  | 26  | 44  | 124 | 18  | 23  |
| Sherco TVS Rally Factory         | 20  | Harith Noah Koitha Veettil | Général       |    | 34 | 32  | 31  | 31  | 30  | 28  | 27  | 26  | 27  | 115 | 110 | 110 |
| Monster Energy Yamaha Rally Team | 16  | Ross Branch                | Étape         | 3  | 9  | 22  | 11  | 14  | 2   | 132 | 12  | Ab. |     |     |     |     |
| Monster Energy Yamaha Rally Team | 16  | Ross Branch                | Général       |    | 9  | 12  | 11  | 11  | 7   | 123 | 119 |     |     |     |     |     |
| Monster Energy Yamaha Rally Team | 29  | Andrew Short               | Étape         | 9  | 19 | 9   | 6   | 13  | 7   | 15  | 8   | 12  | 6   | 6   | 9   | 13  |
| Monster Energy Yamaha Rally Team | 29  | Andrew Short               | Général       |    | 19 | 16  | 16  | 12  | 11  | 11  | 10  | 11  | 8   | 7   | 8   | 8   |
| Monster Energy Yamaha Rally Team | 42  | Adrien van Beveren         | Étape         | 6  | 4  | 8   | 9   | 11  | 15  | 8   | 10  | 9   | 9   | 3   | 14  | 15  |
| Monster Energy Yamaha Rally Team | 42  | Adrien van Beveren         | Général       |    | 4  | 2   | 2   | 3   | 3   | 4   | 1   | 3   | 3   | 1   | 4   | 4   |
| Rieju - FN Speed Team            | 17  | Juan Pedrero               | Étape         | 38 | 36 | 19  | 27  | 24  | 25  | 26  | 21  | 28  | 24  | 25  | 24  | 21  |
| Rieju - FN Speed Team            | 17  | Juan Pedrero               | Général       |    | 36 | 24  | 26  | 27  | 25  | 23  | 22  | 22  | 23  | 21  | 20  | 20  |
| Rieju - FN Speed Team            | 54  | Daniel Nosiglia            | Étape         | 24 | 16 | 21  | 30  | 27  | 30  | 24  | 25  | 24  | 22  | 20  | 13  | 25  |
| Rieju - FN Speed Team            | 54  | Daniel Nosiglia            | Général       |    | 16 | 17  | 19  | 22  | 22  | 21  | 19  | 19  | 18  | 17  | 17  | 17  |
| Orlen Team                       | 22  | Maciej Giemza              | Étape         | 18 | 43 | 20  | 25  | 39  | 14  | 18  | 15  | 19  | 10  | 8   | 12  | 29  |
| Orlen Team                       | 22  | Maciej Giemza              | Général       |    | 43 | 37  | 33  | 33  | 31  | 30  | 24  | 24  | 21  | 19  | 18  | 18  |
| Stojrent Racing                  | 23  | Jan Brabec                 | Étape         | 32 | 18 | 23  | 35  | 25  | 36  | 19  | 18  | 29  | 23  | 28  | 37  | 32  |
| Stojrent Racing                  | 23  | Jan Brabec                 | Général       |    | 18 | 20  | 25  | 25  | 26  | 24  | 21  | 23  | 22  | 23  | 23  | 23  |
| Team Baines Rally                | 24  | Camille Chapelière         | Étape         | 16 | 25 | 18  | 21  | 33  | 23  | 23  | 27  | 27  | 28  | 27  | 22  | 27  |
| Team Baines Rally                | 24  | Camille Chapelière         | Général       |    | 25 | 21  | 21  | 24  | 23  | 22  | 20  | 20  | 20  | 20  | 19  | 19  |
| Franco Sport Yamaha Racing Team  | 30  | Antonio Maio               | Étape         | 30 | 15 | 47  | 31  | 20  | 16  | 66  | 30  | 22  | 21  | 18  | 27  | 19  |
| Franco Sport Yamaha Racing Team  | 30  | Antonio Maio               | Général       |    | 15 | 29  | 29  | 26  | 24  | 25  | 25  | 25  | 24  | 22  | 21  | 21  |
| BAS Dakar KTM Racing Team        | 43  | Mason Klein                | Étape         | 17 | 5  | 33  | 3   | 23  | 6   | 6   | 13  | 5   | 12  | 12  | 11  | 5   |
| BAS Dakar KTM Racing Team        | 43  | Mason Klein                | Général       |    | 5  | 14  | 13  | 14  | 12  | 10  | 12  | 10  | 11  | 8   | 9   | 9   |
| BAS Dakar KTM Racing Team        | 49  | Bradley Cox                | Étape         | 15 | 27 | 24  | 14  | 18  | 22  | 11  | 20  | 16  | 84  | 29  | 19  | 24  |
| BAS Dakar KTM Racing Team        | 49  | Bradley Cox                | Général       |    | 27 | 26  | 23  | 23  | 21  | 20  | 18  | 18  | 26  | 27  | 24  | 25  |
| Team Dumontier Racing            | 78  | Romain Dumontier           | Étape         | 61 | 21 | 32  | 28  | 26  | 31  | 43  | 33  | 30  | 30  | 21  | 8   | 20  |
| Team Dumontier Racing            | 78  | Romain Dumontier           | Général       |    | 21 | 28  | 27  | 28  | 27  | 29  | 29  | 28  | 28  | 25  | 22  | 22  |
| Tech 3 KTM Factory Team          | 90  | Danilo Petrucci            | Étape         | 23 | 13 | 139 | 22  | 15  | 1   | 39  | 44  | 25  | 17  | 11  | 16  | 34  |
| Tech 3 KTM Factory Team          | 90  | Danilo Petrucci            | Général       |    | 13 | 138 | 135 | 130 | 129 | 124 | 121 | 116 | 111 | 102 | 93  | 90  |
| Slovnaft Rally Team              | 142 | Stefan Svitko              | Étape         | 33 | 12 | 7   | 19  | 8   | 17  | 7   | 14  | 11  | 32  | 7   | 10  | 18  |
| Slovnaft Rally Team              | 142 | Stefan Svitko              | Général       |    | 18 | 8   | 9   | 9   | 9   | 7   | 8   | 8   | 13  | 12  | 11  | 12  |
| XRaids Experience Team           | 158 | Diego Gamaliel             | Étape         | 53 | 32 | 36  | 39  | 37  | 42  | 28  | 19  | 23  | 19  | 22  | 30  | 10  |
| XRaids Experience Team           | 158 | Diego Gamaliel             | Général       |    | 32 | 35  | 35  | 34  | 35  | 34  | 31  | 30  | 29  | 26  | 26  | 26  |

### Quads
| Équipe                                          | #   | Pilote             | Étape/Général | 1A | 1B | 2  | 3  | 4   | 5  | 6   | 7  | 8   | 9  | 10 | 11  | 12  |
| ----------------------------------------------- | --- | ------------------ | ------------- | -- | -- | -- | -- | --- | -- | --- | -- | --- | -- | -- | --- | --- |
| 7240 Team                                       | 170 | Manuel Andujar     | Étape         | 1  | 10 | 1  | 3  | 1   | 5  | Ab. |    |     |    |    |     |     |
| 7240 Team                                       | 170 | Manuel Andujar     | Général       |    | 10 | 6  | 4  | 4   | 3  |     |    |     |    |    |     |     |
| Enrico Racing Team                              | 171 | Giovanni Enrico    | Étape         | 3  | 2  | 14 | 14 | 9   | 14 | Ab. |    |     |    |    |     |     |
| Enrico Racing Team                              | 171 | Giovanni Enrico    | Général       |    | 2  | 14 | 14 | 12  | 13 |     |    |     |    |    |     |     |
| Enrico Racing Team                              | 187 | Italo Pedemonte    | Étape         | 5  | 9  | 8  | 6  | Ab. |    |     |    |     |    |    |     |     |
| Enrico Racing Team                              | 187 | Italo Pedemonte    | Général       |    | 9  | 9  | 8  |     |    |     |    |     |    |    |     |     |
| Del Amo Motorsports                             | 173 | Pablo Copetti      | Étape         | 7  | 3  | 3  | 1  | 4   | 3  | 5   | 3  | 3   | 1  | 8  | Ab. |     |
| Del Amo Motorsports                             | 173 | Pablo Copetti      | Général       |    | 3  | 2  | 1  | 1   | 2  | 2   | 2  | 2   | 2  | 7  |     |     |
| Yamaha Racing - SMX - Drag'On Dragon Rally Team | 174 | Alexandre Giroud   | Étape         | 2  | 7  | 2  | 2  | 2   | 1  | 2   | 2  | 1   | 2  | 2  | 4   | 5   |
| Yamaha Racing - SMX - Drag'On Dragon Rally Team | 174 | Alexandre Giroud   | Général       |    | 7  | 3  | 2  | 2   | 1  | 1   | 1  | 1   | 1  | 1  | 1   | 1   |
| Yamaha Racing - SMX - Drag'On Dragon Rally Team | 188 | Vincent Padrona    | Étape         | 12 | 12 | 15 | 12 | 14  | 11 | 9   | 9  | 7   | 4  | 9  | 8   | Ab. |
| Yamaha Racing - SMX - Drag'On Dragon Rally Team | 188 | Vincent Padrona    | Général       |    | 12 | 15 | 13 | 13  | 12 | 11  | 10 | 9   | 8  | 9  | 8   |     |
| Yamaha Racing - SMX - Drag'On Dragon Rally Team | 192 | Francisco Moreno   | Étape         | 11 | 4  | 7  | 8  | 6   | 7  | 7   | 5  | 5   | 3  | 3  | 3   | 1   |
| Yamaha Racing - SMX - Drag'On Dragon Rally Team | 192 | Francisco Moreno   | Général       |    | 4  | 7  | 6  | 6   | 6  | 5   | 5  | 4   | 4  | 2  | 2   | 2   |
| Orlen Team                                      | 175 | Kamil Wisniewski   | Étape         | 6  | 6  | 5  | 7  | 8   | 2  | 6   | 4  | 4   | 6  | 4  | 2   | 2   |
| Orlen Team                                      | 175 | Kamil Wisniewski   | Général       |    | 6  | 5  | 5  | 7   | 5  | 4   | 4  | 3   | 3  | 3  | 3   | 3   |
| Story Racing s.r.o.                             | 176 | Tomáš Kubiena      | Étape         | 4  | 19 | 19 | 16 | Ab. |    |     |    |     |    |    |     |     |
| Story Racing s.r.o.                             | 176 | Tomáš Kubiena      | Général       |    | 19 | 19 | 17 |     |    |     |    |     |    |    |     |     |
| Story Racing s.r.o.                             | 179 | Laisvydas Kancius  | Étape         | 9  | 1  | 4  | 17 | 16  | 15 | Ab. |    |     |    |    |     |     |
| Story Racing s.r.o.                             | 179 | Laisvydas Kancius  | Général       |    | 1  | 1  | 15 | 14  | 15 |     |    |     |    |    |     |     |
| Team All Tracks                                 | 181 | Sébastien Souday   | Étape         | 10 | 18 | 18 | 19 | 10  | 8  | 3   | 7  | Ab. |    |    |     |     |
| Team All Tracks                                 | 181 | Sébastien Souday   | Général       |    | 18 | 18 | 19 | 15  | 14 | 12  | 12 |     |    |    |     |     |
| Team Marcelo Medeiros                           | 183 | Marcelo Medeiros   | Étape         | 15 | 8  | 9  | 4  | 5   | 13 | 4   | 1  | 2   | 5  | 1  | 1   | 3   |
| Team Marcelo Medeiros                           | 183 | Marcelo Medeiros   | Général       |    | 8  | 8  | 7  | 5   | 11 | 10  | 9  | 8   | 7  | 6  | 6   | 6   |
| Barth Racing Team                               | 185 | Zdeněk Tůma        | Étape         | 14 | 11 | 10 | 9  | 7   | 4  | 8   | 8  | 6   | 7  | 5  | 5   | 4   |
| Barth Racing Team                               | 185 | Zdeněk Tůma        | Général       |    | 11 | 10 | 9  | 8   | 7  | 6   | 6  | 5   | 5  | 4  | 4   | 4   |
| Chyr Mari                                       | 193 | Aleksandr Maksimov | Étape         | 8  | 5  | 6  | 5  | 3   | 6  | 1   | 6  | 11  | 11 | 11 | Ab. |     |
| Chyr Mari                                       | 193 | Aleksandr Maksimov | Général       |    | 5  | 4  | 3  | 3   | 4  | 3   | 3  | 11  | 11 | 11 |     |     |

### Autos
| Équipe                                         | #   | Pilote                  | Étape/Général | 1A | 1B | 2  | 3  | 4  | 5   | 6   | 7  | 8   | 9  | 10 | 11 | 12  |
| ---------------------------------------------- | --- | ----------------------- | ------------- | -- | -- | -- | -- | -- | --- | --- | -- | --- | -- | -- | -- | --- |
| Team Audi Sport                                | 200 | Stéphane Peterhansel    | Étape         | 14 | 79 | 4  | 3  | 77 | 63  | 47  | 4  | 2   | 8  | 1  | 6  | 2   |
| Team Audi Sport                                | 200 | Stéphane Peterhansel    | Général       |    | 79 | 73 | 70 | 80 | 76  | 74  | 68 | 62  | 62 | 61 | 59 | 59  |
| Team Audi Sport                                | 202 | Carlos Sainz            | Étape         | 2  | 47 | 3  | 1  | 3  | 48  | 42  | 3  | 4   | 6  | 2  | 1  | 24  |
| Team Audi Sport                                | 202 | Carlos Sainz            | Général       |    | 47 | 32 | 26 | 18 | 23  | 25  | 21 | 18  | 17 | 15 | 12 | 12  |
| Team Audi Sport                                | 224 | Mattias Ekström         | Étape         | 15 | 36 | 7  | 5  | 31 | 22  | 2   | 8  | 1   | 4  | 13 | 3  | 26  |
| Team Audi Sport                                | 224 | Mattias Ekström         | Général       |    | 36 | 23 | 19 | 22 | 17  | 14  | 13 | 12  | 11 | 10 | 9  | 9   |
| Toyota Gazoo Racing                            | 201 | Nasser Al-Attiyah       | Étape         | 1  | 1  | 2  | 8  | 1  | 7   | 10  | 2  | 13  | 3  | 7  | 7  | 19  |
| Toyota Gazoo Racing                            | 201 | Nasser Al-Attiyah       | Général       |    | 1  | 1  | 1  | 1  | 1   | 1   | 1  | 1   | 1  | 1  | 1  | 1   |
| Toyota Gazoo Racing                            | 207 | Giniel de Villiers      | Étape         | 8  | 7  | 10 | 7  | 6  | 6   | 14  | 46 | 9   | 1  | 15 | 5  | 12  |
| Toyota Gazoo Racing                            | 207 | Giniel de Villiers      | Général       |    | 7  | 6  | 4  | 4  | 3   | 4   | 9  | 7   | 5  | 6  | 5  | 5   |
| Toyota Gazoo Racing                            | 225 | Henk Lategan            | Étape         | 4  | 55 | 8  | 2  | 73 | 1   | 32  | 37 | 5   | 2  | 3  | 49 | 1   |
| Toyota Gazoo Racing                            | 225 | Henk Lategan            | Général       |    | 55 | 45 | 38 | 49 | 45  | 42  | 40 | 37  | 31 | 31 | 32 | 31  |
| Toyota Gazoo Racing                            | 233 | Shameer Variawa         | Étape         | 23 | 29 | 34 | 19 | 25 | 24  | 7   | 12 | 18  | 11 | 36 | 12 | 31  |
| Toyota Gazoo Racing                            | 233 | Shameer Variawa         | Général       |    | 29 | 29 | 25 | 23 | 20  | 18  | 17 | 14  | 14 | 14 | 14 | 15  |
| X-Raid Mini JCW Team VRT Team Teltonika Racing | 203 | Jakub Przygonski        | Étape         | 9  | 8  | 15 | 13 | 7  | 5   | 16  | 14 | 8   | 32 | 6  | 14 | 21  |
| X-Raid Mini JCW Team VRT Team Teltonika Racing | 203 | Jakub Przygonski        | Général       |    | 8  | 9  | 9  | 7  | 7   | 6   | 5  | 4   | 6  | 5  | 6  | 6   |
| X-Raid Mini JCW Team VRT Team Teltonika Racing | 208 | Vladimir Vasilyev       | Étape         | 11 | 5  | 12 | 11 | 11 | 10  | 34  | 10 | 11  | 16 | 16 | 18 | 63  |
| X-Raid Mini JCW Team VRT Team Teltonika Racing | 208 | Vladimir Vasilyev       | Général       |    | 5  | 4  | 6  | 6  | 6   | 8   | 7  | 6   | 7  | 7  | 7  | 10  |
| X-Raid Mini JCW Team VRT Team Teltonika Racing | 216 | Denis Krotov            | Étape         | 28 | 16 | 22 | 35 | 34 | 21  | 70  | 24 | 31  | 36 | 57 | 15 | 17  |
| X-Raid Mini JCW Team VRT Team Teltonika Racing | 216 | Denis Krotov            | Général       |    | 16 | 16 | 16 | 19 | 16  | 33  | 32 | 29  | 28 | 29 | 28 | 28  |
| X-Raid Mini JCW Team VRT Team Teltonika Racing | 218 | Yasir Seaidan           | Étape         | 17 | 13 | 25 | 14 | 4  | 77  | Ab. |    |     |    |    |    |     |
| X-Raid Mini JCW Team VRT Team Teltonika Racing | 218 | Yasir Seaidan           | Général       |    | 13 | 13 | 12 | 11 | 65  |     |    |     |    |    |    |     |
| X-Raid Mini JCW Team VRT Team Teltonika Racing | 223 | Sebastian Halpern       | Étape         | 18 | 6  | 16 | 25 | 13 | 11  | 36  | 16 | 17  | 15 | 11 | 29 | 10  |
| X-Raid Mini JCW Team VRT Team Teltonika Racing | 223 | Sebastian Halpern       | Général       |    | 6  | 7  | 8  | 8  | 8   | 10  | 10 | 9   | 9  | 8  | 10 | 8   |
| X-Raid Mini JCW Team VRT Team Teltonika Racing | 234 | Vaidotas Žala           | Étape         | 36 | 15 | 21 | 21 | 24 | 19  | 11  | 17 | 20  | 23 | 12 | 37 | 5   |
| X-Raid Mini JCW Team VRT Team Teltonika Racing | 234 | Vaidotas Žala           | Général       |    | 15 | 15 | 13 | 13 | 12  | 11  | 11 | 11  | 12 | 11 | 11 | 11  |
| X-Raid Mini JCW Team VRT Team Teltonika Racing | 238 | Laia Sanz               | Étape         | 41 | 30 | 34 | 27 | 44 | 29  | 22  | 26 | 29  | 30 | 39 | 30 | 36  |
| X-Raid Mini JCW Team VRT Team Teltonika Racing | 238 | Laia Sanz               | Général       |    | 30 | 28 | 28 | 31 | 29  | 26  | 26 | 23  | 23 | 23 | 23 | 23  |
| Bahrain Raid Xtreme                            | 204 | Nani Roma               | Étape         | 7  | 28 | 5  | 4  | 78 | 12  | 5   | 9  | 38  | 10 | 18 | 4  | 41  |
| Bahrain Raid Xtreme                            | 204 | Nani Roma               | Général       |    | 28 | 17 | 11 | 71 | 68  | 62  | 60 | 58  | 57 | 56 | 52 | 52  |
| Bahrain Raid Xtreme                            | 211 | Sébastien Loeb          | Étape         | 5  | 2  | 1  | 38 | 2  | 2   | 28  | 1  | 3   | 5  | 4  | 8  | 4   |
| Bahrain Raid Xtreme                            | 211 | Sébastien Loeb          | Général       |    | 2  | 2  | 2  | 2  | 2   | 3   | 2  | 2   | 2  | 2  | 2  | 2   |
| Bahrain Raid Xtreme                            | 221 | Orlando Terranova       | Étape         | 10 | 12 | 13 | 10 | 12 | 16  | 1   | 11 | 6   | 13 | 5  | 9  | 6   |
| Bahrain Raid Xtreme                            | 221 | Orlando Terranova       | Général       |    | 12 | 10 | 9  | 10 | 9   | 7   | 6  | 5   | 4  | 4  | 4  | 4   |
| Overdrive Toyota                               | 205 | Yazeed Al-Rajhi         | Étape         | 6  | 9  | 6  | 6  | 5  | 15  | 3   | 5  | 10  | 14 | 10 | 13 | 11  |
| Overdrive Toyota                               | 205 | Yazeed Al-Rajhi         | Général       |    | 9  | 8  | 5  | 3  | 5   | 2   | 3  | 3   | 3  | 3  | 3  | 3   |
| Overdrive Toyota                               | 217 | Bernhard ten Brinke     | Étape         | 12 | 46 | 9  | 68 | 8  | 14  | 6   | 6  | 12  | 12 | 17 | 11 | 8   |
| Overdrive Toyota                               | 217 | Bernhard ten Brinke     | Général       |    | 46 | 35 | 42 | 37 | 32  | 28  | 25 | 21  | 19 | 18 | 17 | 17  |
| Overdrive Toyota                               | 222 | Lucio Álvarez           | Étape         | 13 | 4  | 11 | 9  | 10 | 3   | 30  | 7  | 61  | 18 | 8  | 2  | 15  |
| Overdrive Toyota                               | 222 | Lucio Álvarez           | Général       |    | 4  | 3  | 3  | 5  | 4   | 5   | 4  | 22  | 22 | 20 | 19 | 18  |
| Overdrive Toyota                               | 229 | Ronan Chabot            | Étape         | 20 | 37 | 61 | 22 | 15 | 34  | 15  | 29 | 19  | 17 | 30 | 17 | 25  |
| Overdrive Toyota                               | 229 | Ronan Chabot            | Général       |    | 37 | 44 | 39 | 34 | 34  | 29  | 29 | 25  | 24 | 22 | 22 | 22  |
| Overdrive Toyota                               | 237 | Juan Cruz Yacopini      | Étape         | 25 | 14 | 46 | 24 | 21 | 46  | 31  | 28 | 21  | 35 | 33 | 22 | 34  |
| Overdrive Toyota                               | 237 | Juan Cruz Yacopini      | Général       |    | 14 | 23 | 23 | 21 | 25  | 23  | 22 | 19  | 20 | 19 | 20 | 20  |
| PH-Sport Abu Dhabi Racing GPX Racing           | 206 | Khalid Al-Qassimi       | Étape         | 32 | 72 | 28 | 26 | 16 | 33  | 24  | 31 | 23  | 38 | 28 | 24 | 9   |
| PH-Sport Abu Dhabi Racing GPX Racing           | 206 | Khalid Al-Qassimi       | Général       |    | 72 | 66 | 62 | 60 | 53  | 50  | 49 | 46  | 46 | 46 | 44 | 42  |
| PH-Sport Abu Dhabi Racing GPX Racing           | 210 | Cyril Despres           | Étape         | 29 | 10 | 26 | 42 | 17 | 38  | 40  | 19 | 14  | 24 | 19 | 39 | 18  |
| PH-Sport Abu Dhabi Racing GPX Racing           | 210 | Cyril Despres           | Général       |    | 10 | 12 | 17 | 15 | 18  | 20  | 20 | 17  | 18 | 17 | 18 | 19  |
| Benzina Orlen Team                             | 209 | Martin Prokop           | Étape         | 16 | 3  | 20 | 17 | 23 | 18  | 8   | 15 | 16  | 22 | 73 | 20 | 13  |
| Benzina Orlen Team                             | 209 | Martin Prokop           | Général       |    | 3  | 5  | 7  | 9  | 10  | 9   | 8  | 8   | 8  | 26 | 25 | 25  |
| SRT Racing                                     | 212 | Mathieu Serradori       | Étape         | 19 | 31 | 17 | 12 | 9  | 4   | 19  | 18 | 7   | 7  | 9  | 10 | 14  |
| SRT Racing                                     | 212 | Mathieu Serradori       | Général       |    | 31 | 25 | 22 | 14 | 11  | 12  | 12 | 10  | 10 | 9  | 8  | 7   |
| SRT Racing                                     | 250 | Alexandre Leroy         | Étape         | 38 | 56 | 64 | 39 | 26 | 17  | 12  | 34 | 28  | 29 | 29 | 64 | 29  |
| SRT Racing                                     | 250 | Alexandre Leroy         | Général       |    | 56 | 56 | 53 | 43 | 39  | 36  | 35 | 31  | 30 | 30 | 45 | 45  |
| MD Rallye Sport                                | 214 | Christian Lavieille     | Étape         | 33 | 11 | 23 | 28 | 18 | 31  | 16  | 39 | 26  | 28 | 24 | 23 | 23  |
| MD Rallye Sport                                | 214 | Christian Lavieille     | Général       |    | 11 | 11 | 14 | 12 | 13  | 13  | 15 | 15  | 15 | 13 | 16 | 16  |
| MD Rallye Sport                                | 235 | Michaël Pisano          | Étape         | 37 | 17 | 19 | 44 | 20 | 25  | 21  | 21 | 22  | 21 | 21 | 16 | 22  |
| MD Rallye Sport                                | 235 | Michaël Pisano          | Général       |    | 17 | 14 | 18 | 16 | 15  | 16  | 14 | 13  | 13 | 12 | 13 | 13  |
| MD Rallye Sport                                | 243 | Pierre Lachaume         | Étape         | 27 | 39 | 31 | 23 | 30 | 20  | 18  | 33 | 15  | 43 | 27 | 26 | 20  |
| MD Rallye Sport                                | 243 | Pierre Lachaume         | Général       |    | 39 | 38 | 31 | 27 | 26  | 21  | 24 | 20  | 21 | 21 | 21 | 21  |
| Rebellion Racing                               | 215 | Romain Dumas            | Étape         | 63 | 27 | 33 | 81 | 83 | 84  | Ab. |    |     |    |    |    |     |
| Rebellion Racing                               | 215 | Romain Dumas            | Général       |    | 27 | 27 | 68 | 79 | 81  |     |    |     |    |    |    |     |
| Toyota Gazoo Racing Baltics                    | 219 | Benediktas Vanagas      | Étape         | 22 | 20 | 18 | 18 | 79 | Ab. |     |    |     |    |    |    |     |
| Toyota Gazoo Racing Baltics                    | 219 | Benediktas Vanagas      | Général       |    | 20 | 18 | 15 | 72 |     |     |    |     |    |    |    |     |
| Hanwei Motorsport Team                         | 220 | Wei Han                 | Étape         | 21 | 69 | 27 | 16 | 22 | 23  | 9   | 25 | 25  | 25 | 26 | 21 | 60  |
| Hanwei Motorsport Team                         | 220 | Wei Han                 | Général       |    | 69 | 64 | 57 | 55 | 49  | 47  | 44 | 40  | 40 | 39 | 37 | 37  |
| GCK Motorsport                                 | 226 | Guerlain Chicherit      | Étape         | 87 | 52 | 79 | 15 | 75 | 8   | 25  | 22 | 69  | 20 | 14 | 67 | Ab. |
| GCK Motorsport                                 | 226 | Guerlain Chicherit      | Général       |    | 52 | 70 | 65 | 73 | 70  | 67  | 64 | 67  | 65 | 64 | 68 |     |
| OffRoadSport                                   | 228 | Miroslav Zapletal       | Étape         | 40 | 23 | 38 | 33 | 33 | 32  | 35  | 30 | 37  | 40 | 38 | 32 | 33  |
| OffRoadSport                                   | 228 | Miroslav Zapletal       | Général       |    | 23 | 26 | 27 | 26 | 24  | 22  | 23 | 24  | 25 | 24 | 24 | 24  |
| Century Racing                                 | 230 | Brian Baragwanath       | Étape         | 3  | 44 | 14 | 20 | 19 | 26  | 4   | 13 | 27  | 9  | 20 | 19 | 3   |
| Century Racing                                 | 230 | Brian Baragwanath       | Général       |    | 44 | 32 | 29 | 24 | 21  | 19  | 18 | 16  | 16 | 16 | 15 | 14  |
| Century Racing                                 | 253 | Christiaan Visser       | Étape         | 31 | 19 | 32 | 29 | 14 | 9   | 37  | 27 | 62  | 26 | 22 | 41 | 28  |
| Century Racing                                 | 253 | Christiaan Visser       | Général       |    | 19 | 21 | 21 | 17 | 14  | 15  | 16 | 30  | 29 | 28 | 29 | 29  |
| Century Racing                                 | 278 | Marcelo Tiglia Gastaldi | Étape         | 24 | 41 | 51 | 79 | 64 | 13  | 13  | 20 | 33  | 19 | 23 | 28 | 7   |
| Century Racing                                 | 278 | Marcelo Tiglia Gastaldi | Général       |    | 41 | 41 | 50 | 48 | 42  | 40  | 38 | 36  | 32 | 32 | 30 | 30  |
| Coronel Dakar Team                             | 247 | Tim Coronel             | Étape         | 34 | 18 | 29 | 31 | 27 | 28  | 23  | 35 | Ab. |    |    |    |     |
| Coronel Dakar Team                             | 247 | Tim Coronel             | Général       |    | 18 | 19 | 20 | 20 | 19  | 17  | 19 |     |    |    |    |     |

### Prototypes légers
| Équipe                                       | #   | Pilote                   | Étape/Général | 1A | 1B | 2  | 3  | 4   | 5   | 6  | 7   | 8   | 9  | 10  | 11 | 12 |
| -------------------------------------------- | --- | ------------------------ | ------------- | -- | -- | -- | -- | --- | --- | -- | --- | --- | -- | --- | -- | -- |
| Buggyra Zero Mileage Racing Black Horse Team | 300 | Josef Machacek           | Étape         | 20 | 11 | 12 | 38 | 25  | 11  | 11 | 9   | 7   | 10 | 8   | 32 | 11 |
| Buggyra Zero Mileage Racing Black Horse Team | 300 | Josef Machacek           | Général       |    | 11 | 9  | 15 | 14  | 11  | 10 | 7   | 7   | 7  | 7   | 25 | 25 |
| Buggyra Zero Mileage Racing Black Horse Team | 313 | Saleh Alsaif             | Étape         | 8  | 40 | 44 | 47 | 46  | Ab. |    |     |     |    |     |    |    |
| Buggyra Zero Mileage Racing Black Horse Team | 313 | Saleh Alsaif             | Général       |    | 40 | 42 | 43 | 43  |     |    |     |     |    |     |    |    |
| Red Bull Off-Road Team USA                   | 301 | Cristina Gutiérrez       | Étape         | 6  | 6  | 5  | 36 | 4   | 4   | 2  | 2   | 31  | 2  | 2   | 5  | 4  |
| Red Bull Off-Road Team USA                   | 301 | Cristina Gutiérrez       | Général       |    | 6  | 5  | 6  | 5   | 5   | 3  | 3   | 6   | 4  | 4   | 3  | 3  |
| Red Bull Off-Road Team USA                   | 303 | Seth Quintero            | Étape         | 1  | 1  | 38 | 1  | 1   | 1   | 1  | 1   | 1   | 1  | 1   | 1  | 1  |
| Red Bull Off-Road Team USA                   | 303 | Seth Quintero            | Général       |    | 1  | 38 | 35 | 32  | 31  | 31 | 25  | 25  | 23 | 21  | 18 | 16 |
| Red Bull Off-Road Team USA                   | 304 | Andreas Mikkelsen        | Étape         | 2  | 7  | 39 | 45 | Ab. |     |    |     |     |    |     |    |    |
| Red Bull Off-Road Team USA                   | 304 | Andreas Mikkelsen        | Général       |    | 7  | 20 | 38 |     |     |    |     |     |    |     |    |    |
| Red Bull Off-Road Team USA                   | 308 | Guillaume De Mévius      | Étape         | 4  | 39 | 1  | 42 | 2   | 42  | 43 | 42  | 40  | 40 | Ab. |    |    |
| Red Bull Off-Road Team USA                   | 308 | Guillaume De Mévius      | Général       |    | 39 | 37 | 36 | 33  | 33  | 38 | 39  | 39  | 39 |     |    |    |
| Pinch Racing                                 | 302 | Philippe Pinchedez       | Étape         | 7  | 5  | 6  | 14 | 7   | 8   | 16 | Ab. |     |    |     |    |    |
| Pinch Racing                                 | 302 | Philippe Pinchedez       | Général       |    | 5  | 4  | 4  | 3   | 3   | 5  |     |     |    |     |    |    |
| EKS - South Racing South Racing              | 305 | Francisco López Contardo | Étape         | 3  | 2  | 2  | 2  | 3   | 2   | 3  | 4   | 4   | 3  | 12  | 3  | 3  |
| EKS - South Racing South Racing              | 305 | Francisco López Contardo | Général       |    | 2  | 1  | 1  | 1   | 1   | 1  | 1   | 1   | 1  | 1   | 1  | 1  |
| EKS - South Racing South Racing              | 306 | Sebastian Eriksson       | Étape         | 5  | 3  | 3  | 3  | 5   | 3   | 4  | 15  | 2   | 4  | 3   | 2  | 2  |
| EKS - South Racing South Racing              | 306 | Sebastian Eriksson       | Général       |    | 3  | 2  | 2  | 2   | 2   | 2  | 2   | 2   | 2  | 2   | 2  | 2  |
| EKS - South Racing South Racing              | 309 | Fernando Álvarez         | Étape         | 11 | 8  | 7  | 6  | 9   | 7   | 6  | 8   | 6   | 8  | 6   | 31 | 36 |
| EKS - South Racing South Racing              | 309 | Fernando Álvarez         | Général       |    | 8  | 6  | 5  | 4   | 4   | 4  | 4   | 3   | 3  | 3   | 6  | 22 |
| PH-Sport JLT Racing                          | 307 | Jean-Luc Pisson          | Étape         | 41 | 38 | 20 | 13 | 15  | 38  | 41 | 36  | 17  | 11 | 11  | 12 | 5  |
| PH-Sport JLT Racing                          | 307 | Jean-Luc Pisson          | Général       |    | 38 | 34 | 31 | 24  | 27  | 29 | 28  | 28  | 27 | 25  | 22 | 21 |
| PH-Sport JLT Racing                          | 316 | Lionel Costes            | Étape         | 46 | 35 | 32 | 7  | 24  | 6   | 8  | 25  | 10  | 16 | 18  | 6  | 18 |
| PH-Sport JLT Racing                          | 316 | Lionel Costes            | Général       |    | 35 | 32 | 27 | 25  | 20  | 19 | 16  | 15  | 14 | 12  | 11 | 10 |
| PH-Sport JLT Racing                          | 333 | Marco Carrara            | Étape         | 14 | 10 | 15 | 40 | 27  | 18  | 5  | 37  | Ab. |    |     |    |    |
| PH-Sport JLT Racing                          | 333 | Marco Carrara            | Général       |    | 10 | 8  | 17 | 15  | 14  | 12 | 32  |     |    |     |    |    |
| South Racing Middle East                     | 310 | Dania Akeel              | Étape         | 22 | 16 | 18 | 12 | 10  | 13  | 14 | 35  | 13  | 14 | 7   | 7  | 8  |
| South Racing Middle East                     | 310 | Dania Akeel              | Général       |    | 16 | 14 | 11 | 8   | 6   | 6  | 15  | 13  | 13 | 10  | 9  | 8  |
| South Racing Middle East                     | 319 | Thomas Bell              | Étape         | 23 | 29 | 9  | 9  | 6   | 23  | 19 | 18  | 9   | 7  | 4   | 9  | 7  |
| South Racing Middle East                     | 319 | Thomas Bell              | Général       |    | 29 | 23 | 21 | 13  | 13  | 14 | 11  | 11  | 11 | 9   | 8  | 7  |
| Yamaha powered by X-Raid Team                | 311 | Camelia Liparoti         | Étape         | 28 | 12 | 14 | 16 | 11  | 25  | 15 | 24  | 15  | 17 | 15  | 11 | 10 |
| Yamaha powered by X-Raid Team                | 311 | Camelia Liparoti         | Général       |    | 12 | 11 | 10 | 7   | 8   | 8  | 8   | 9   | 9  | 8   | 7  | 6  |
| Yamaha powered by X-Raid Team                | 321 | Annett Fischer           | Étape         | 31 | 21 | 21 | 20 | 40  | 32  | 26 | 17  | 20  | 26 | 16  | 14 | 13 |
| Yamaha powered by X-Raid Team                | 321 | Annett Fischer           | Général       |    | 21 | 18 | 16 | 23  | 24  | 25 | 21  | 21  | 21 | 19  | 17 | 15 |
| MSK Rally Team                               | 312 | Pavel Lebedev            | Étape         | 18 | 4  | 4  | 4  | 38  | 19  | 12 | 3   | 3   | 5  | 9   | 4  | 31 |
| MSK Rally Team                               | 312 | Pavel Lebedev            | Général       |    | 4  | 3  | 3  | 10  | 10  | 9  | 6   | 5   | 5  | 6   | 4  | 5  |
| FN Speed Team                                | 314 | Santiago Navarro         | Étape         | 26 | 14 | 13 | 24 | 14  | 9   | 10 | 5   | 8   | 6  | 5   | 8  | 6  |
| FN Speed Team                                | 314 | Santiago Navarro         | Général       |    | 14 | 13 | 12 | 9   | 7   | 7  | 5   | 4   | 6  | 5   | 5  | 4  |
| FN Speed Team                                | 335 | Sebastian Guayasamin     | Étape         | 15 | 18 | 8  | 5  | 37  | 12  | 9  | 7   | 5   | 9  | 36  | 37 | 12 |
| FN Speed Team                                | 335 | Sebastian Guayasamin     | Général       |    | 18 | 12 | 8  | 16  | 15  | 13 | 9   | 8   | 8  | 30  | 30 | 30 |
| Rally Raid Concept                           | 322 | Matthieu Margaillan      | Étape         | 9  | 23 | 34 | 15 | 30  | 5   | 33 | 40  | Ab. |    |     |    |    |
| Rally Raid Concept                           | 322 | Matthieu Margaillan      | Général       |    | 23 | 22 | 22 | 18  | 16  | 18 | 34  |     |    |     |    |    |
| Rally Raid Concept                           | 325 | Jean-Pascal Besson       | Étape         | 16 | 9  | 11 | 26 | 44  | Ab. |    |     |     |    |     |    |    |
| Rally Raid Concept                           | 325 | Jean-Pascal Besson       | Général       |    | 9  | 7  | 9  | 38  |     |    |     |     |    |     |    |    |
| Franco Sport                                 | 324 | Mario Franco             | Étape         | 12 | 13 | 10 | 11 | 16  | 28  | 27 | 12  | 11  | 13 | 35  | 10 | 17 |
| Franco Sport                                 | 324 | Mario Franco             | Général       |    | 13 | 10 | 7  | 6   | 9   | 11 | 10  | 10  | 10 | 16  | 15 | 13 |
| Herrador Factory Team                        | 326 | Javier Herrador          | Étape         | 24 | 17 | 26 | 8  | 42  | 15  | 29 | 13  | 21  | 19 | 17  | 30 | 25 |
| Herrador Factory Team                        | 326 | Javier Herrador          | Général       |    | 17 | 16 | 13 | 35  | 34  | 33 | 30  | 30  | 30 | 27  | 28 | 28 |
| Herrador Factory Team                        | 336 | Luis Eguiguren           | Étape         | 17 | 15 | 27 | 22 | 13  | 40  | 23 | 11  | 28  | 24 | 13  | 21 | 32 |
| Herrador Factory Team                        | 336 | Luis Eguiguren           | Général       |    | 15 | 17 | 18 | 11  | 17  | 17 | 14  | 14  | 15 | 13  | 13 | 14 |
| Team Allétru's Mercier Racing Car            | 328 | Axel Alletru             | Étape         | 10 | 43 | 43 | 46 | 45  | Ab. |    |     |     |    |     |    |    |
| Team Allétru's Mercier Racing Car            | 328 | Axel Alletru             | Général       |    | 43 | 44 | 45 | 46  |     |    |     |     |    |     |    |    |
| MMP                                          | 329 | Geoffrey Moreau          | Étape         | 48 | 33 | 25 | 17 | 21  | 26  | 24 | 14  | 18  | 22 | 14  | 17 | 13 |
| MMP                                          | 329 | Geoffrey Moreau          | Général       |    | 33 | 28 | 25 | 21  | 23  | 21 | 17  | 17  | 17 | 15  | 14 | 12 |
| Team BBR / Pole Position 77                  | 334 | Serge Gounon             | Étape         | 19 | 20 | 16 | 23 | 20  | 21  | 22 | 22  | 24  | 18 | 10  | 18 | 9  |
| Team BBR / Pole Position 77                  | 334 | Serge Gounon             | Général       |    | 20 | 15 | 14 | 12  | 12  | 15 | 13  | 12  | 12 | 11  | 10 | 9  |
| Arcane Factory Racing                        | 339 | Michiel Becx             | Étape         | 34 | 36 | 38 | 30 | 41  | 24  | 13 | 10  | 22  | 33 | 31  | 26 | 15 |
| Arcane Factory Racing                        | 339 | Michiel Becx             | Général       |    | 36 | 35 | 33 | 31  | 30  | 30 | 26  | 26  | 26 | 24  | 23 | 23 |
| Arcane Factory Racing                        | 350 | Hans Weijs               | Étape         | 36 | 37 | 17 | 10 | 8   | 10  | 7  | 6   | 33  | 12 | 21  | 15 | 28 |
| Arcane Factory Racing                        | 350 | Hans Weijs               | Général       |    | 37 | 33 | 28 | 22  | 18  | 16 | 12  | 16  | 16 | 14  | 12 | 11 |

### SSV
| Équipe                                                                         | #   | Pilote                    | Étape/Général | 1A | 1B | 2  | 3  | 4  | 5  | 6  | 7  | 8   | 9  | 10 | 11 | 12 |
| ------------------------------------------------------------------------------ | --- | ------------------------- | ------------- | -- | -- | -- | -- | -- | -- | -- | -- | --- | -- | -- | -- | -- |
| Can-Am Factory South Racing                                                    | 401 | Austin Jones              | Étape         | 4  | 2  | 2  | 4  | 3  | 3  | 5  | 9  | 3   | 2  | 5  | 6  | 3  |
| Can-Am Factory South Racing                                                    | 401 | Austin Jones              | Général       |    | 2  | 1  | 1  | 1  | 2  | 2  | 1  | 1   | 1  | 1  | 2  | 1  |
| Can-Am Factory South Racing                                                    | 402 | Aron Domżała              | Étape         | 5  | 1  | 21 | 3  | 45 | 15 | 7  | 2  | 6   | 5  | 2  | 21 | 8  |
| Can-Am Factory South Racing                                                    | 402 | Aron Domżała              | Général       |    | 1  | 6  | 6  | 33 | 29 | 26 | 19 | 16  | 15 | 12 | 14 | 12 |
| Can-Am Factory South Racing                                                    | 408 | Molly Taylor              | Étape         | 6  | 12 | 8  | 10 | 43 | 10 | 9  | 12 | 8   | 6  | 41 | 16 | 36 |
| Can-Am Factory South Racing                                                    | 408 | Molly Taylor              | Général       |    | 12 | 10 | 8  | 26 | 22 | 18 | 13 | 11  | 10 | 13 | 13 | 14 |
| Can-Am Factory South Racing                                                    | 416 | Gerard Farrés             | Étape         | 11 | 4  | 5  | 8  | 6  | 6  | 8  | 1  | 4   | 8  | 3  | 2  | 6  |
| Can-Am Factory South Racing                                                    | 416 | Gerard Farrés             | Général       |    | 4  | 3  | 3  | 4  | 3  | 4  | 2  | 2   | 2  | 2  | 1  | 2  |
| South Racing Cobant-EnergyLandia Rally Team BP Ultimate SSV Team Mediafon Team | 403 | Michał Goczał             | Étape         | 2  | 5  | 1  | 2  | 1  | 8  | 6  | 8  | 2   | 3  | 4  | 11 | 5  |
| South Racing Cobant-EnergyLandia Rally Team BP Ultimate SSV Team Mediafon Team | 403 | Michał Goczał             | Général       |    | 5  | 4  | 4  | 3  | 4  | 3  | 3  | 3   | 3  | 3  | 5  | 5  |
| South Racing Cobant-EnergyLandia Rally Team BP Ultimate SSV Team Mediafon Team | 410 | Marek Goczał              | Étape         | 1  | 14 | 6  | 1  | 4  | 2  | 1  | 3  | 1   | 1  | 7  | 1  | 4  |
| South Racing Cobant-EnergyLandia Rally Team BP Ultimate SSV Team Mediafon Team | 410 | Marek Goczał              | Général       |    | 14 | 8  | 7  | 6  | 6  | 6  | 6  | 5   | 4  | 5  | 3  | 4  |
| South Racing Cobant-EnergyLandia Rally Team BP Ultimate SSV Team Mediafon Team | 414 | Rokas Baciuška            | Étape         | 12 | 7  | 4  | 7  | 5  | 5  | 4  | 4  | 5   | 7  | 1  | 3  | 1  |
| South Racing Cobant-EnergyLandia Rally Team BP Ultimate SSV Team Mediafon Team | 414 | Rokas Baciuška            | Général       |    | 7  | 5  | 5  | 5  | 5  | 5  | 4  | 4   | 5  | 4  | 4  | 3  |
| South Racing Cobant-EnergyLandia Rally Team BP Ultimate SSV Team Mediafon Team | 415 | Rodrigo Luppi de Oliveira | Étape         | 3  | 3  | 3  | 5  | 2  | 1  | 2  | 21 | 10  | 4  | 9  | 4  | 2  |
| South Racing Cobant-EnergyLandia Rally Team BP Ultimate SSV Team Mediafon Team | 415 | Rodrigo Luppi de Oliveira | Général       |    | 3  | 2  | 2  | 2  | 1  | 1  | 5  | 6   | 6  | 6  | 6  | 6  |
| South Racing Cobant-EnergyLandia Rally Team BP Ultimate SSV Team Mediafon Team | 428 | Lucas del Rio             | Étape         | 44 | 13 | 10 | 9  | 13 | 34 | 10 | 16 | 43  | 9  | 6  | 13 | 26 |
| South Racing Cobant-EnergyLandia Rally Team BP Ultimate SSV Team Mediafon Team | 428 | Lucas del Rio             | Général       |    | 13 | 12 | 10 | 8  | 11 | 11 | 10 | 38  | 38 | 38 | 36 | 36 |
| South Racing Cobant-EnergyLandia Rally Team BP Ultimate SSV Team Mediafon Team | 444 | Luis Portela              | Étape         | 8  | 9  | 16 | 39 | 9  | 7  | 12 | 7  | 7   | 11 | 10 | 5  | 24 |
| South Racing Cobant-EnergyLandia Rally Team BP Ultimate SSV Team Mediafon Team | 444 | Luis Portela              | Général       |    | 9  | 11 | 14 | 11 | 9  | 9  | 8  | 8   | 7  | 7  | 7  | 7  |
| South Racing Cobant-EnergyLandia Rally Team BP Ultimate SSV Team Mediafon Team | 446 | David Zille               | Étape         | 7  | 10 | 40 | 13 | 17 | 17 | 15 | 6  | 29  | 10 | 8  | 9  | 9  |
| South Racing Cobant-EnergyLandia Rally Team BP Ultimate SSV Team Mediafon Team | 446 | David Zille               | Général       |    | 10 | 30 | 26 | 22 | 20 | 16 | 12 | 12  | 11 | 10 | 10 | 10 |
| South Racing Cobant-EnergyLandia Rally Team BP Ultimate SSV Team Mediafon Team | 451 | Ievgen Kovalevych         | Étape         | 16 | 36 | 20 | 12 | 10 | 19 | 37 | 15 | 11  | 35 | 16 | 8  | 12 |
| South Racing Cobant-EnergyLandia Rally Team BP Ultimate SSV Team Mediafon Team | 451 | Ievgen Kovalevych         | Général       |    | 36 | 29 | 25 | 17 | 15 | 22 | 16 | 13  | 14 | 15 | 12 | 13 |
| South Racing Cobant-EnergyLandia Rally Team BP Ultimate SSV Team Mediafon Team | 454 | Gert-Jan van der Valk     | Étape         | 9  | 29 | 15 | 15 | 23 | 21 | 18 | 46 | Ab. |    |    |    |    |
| South Racing Cobant-EnergyLandia Rally Team BP Ultimate SSV Team Mediafon Team | 454 | Gert-Jan van der Valk     | Général       |    | 29 | 21 | 18 | 16 | 14 | 14 | 41 |     |    |    |    |    |
| South Racing Cobant-EnergyLandia Rally Team BP Ultimate SSV Team Mediafon Team | 467 | Tomas Jancys              | Étape         | 29 | 17 | 32 | 30 | 16 | 16 | 20 | 14 | 27  | 22 | 18 | 24 | 29 |
| South Racing Cobant-EnergyLandia Rally Team BP Ultimate SSV Team Mediafon Team | 467 | Tomas Jancys              | Général       |    | 17 | 27 | 27 | 21 | 19 | 17 | 14 | 15  | 13 | 14 | 15 | 15 |
| Snag Racing Team                                                               | 406 | Sergey Karyakin           | Étape         | 37 | 34 | 7  | 6  | 7  | 4  | 3  | 45 | Ab. |    |    |    |    |
| Snag Racing Team                                                               | 406 | Sergey Karyakin           | Général       |    | 34 | 18 | 16 | 9  | 8  | 8  | 40 |     |    |    |    |    |
| Team BBR / Pole Position 77                                                    | 420 | Éric Abel                 | Étape         | 45 | 15 | 14 | 19 | 20 | 9  | 11 | 11 | 15  | 19 | 14 | 18 | 15 |
| Team BBR / Pole Position 77                                                    | 420 | Éric Abel                 | Général       |    | 15 | 13 | 13 | 14 | 12 | 12 | 9  | 9   | 8  | 8  | 8  | 8  |
| Team BBR / Pole Position 77                                                    | 458 | Ulrich Caradot            | Étape         | 25 | 30 | 25 | 21 | 33 | 33 | 29 | 29 | 42  | 28 | 28 | 10 | 16 |
| Team BBR / Pole Position 77                                                    | 458 | Ulrich Caradot            | Général       |    | 30 | 26 | 23 | 27 | 24 | 25 | 22 | 37  | 36 | 36 | 35 | 35 |
| Team Galag                                                                     | 421 | Jérôme de Sadeleer        | Étape         | 13 | 6  | 11 | 20 | 11 | 12 | 14 | 5  | 9   | 42 | 11 | 7  | 7  |
| Team Galag                                                                     | 421 | Jérôme de Sadeleer        | Général       |    | 6  | 7  | 9  | 7  | 7  | 7  | 7  | 7   | 29 | 28 | 25 | 25 |
| XtremePlus Polaris Factory Team                                                | 423 | Michele Cinotto           | Étape         | 26 | 8  | 12 | 25 | 24 | 46 | 27 | 32 | 33  | 18 | 15 | 44 | 10 |
| XtremePlus Polaris Factory Team                                                | 423 | Michele Cinotto           | Général       |    | 8  | 9  | 11 | 13 | 43 | 42 | 42 | 39  | 39 | 39 | 43 | 43 |
| Team Florent Vayssade                                                          | 431 | Florent Vayssade          | Étape         | 18 | 19 | 9  | 16 | 8  | 45 | 16 | 13 | 32  | 12 | 24 | 28 | 13 |
| Team Florent Vayssade                                                          | 431 | Florent Vayssade          | Général       |    | 19 | 15 | 15 | 12 | 32 | 31 | 23 | 24  | 22 | 21 | 21 | 21 |
| FN Speed Team                                                                  | 439 | Gael Queralt              | Étape         | 17 | 24 | 44 | 26 | 26 | 13 | 19 | 10 | 28  | 16 | 12 | 15 | 20 |
| FN Speed Team                                                                  | 439 | Gael Queralt              | Général       |    | 24 | 43 | 43 | 42 | 41 | 41 | 39 | 36  | 35 | 35 | 34 | 34 |
| RRC Racing                                                                     | 442 | Rudy Roquesalane          | Étape         | 42 | 27 | 27 | 22 | 18 | 22 | 21 | 18 | 14  | 13 | 21 | 12 | 18 |
| RRC Racing                                                                     | 442 | Rudy Roquesalane          | Général       |    | 27 | 23 | 22 | 18 | 16 | 15 | 15 | 14  | 12 | 11 | 11 | 11 |
| Buggy Masters Team                                                             | 447 | Joan Lascorz              | Étape         | 14 | 16 | 13 | 14 | 15 | 14 | 17 | 19 | 19  | 15 | 13 | 25 | 27 |
| Buggy Masters Team                                                             | 447 | Joan Lascorz              | Général       |    | 16 | 14 | 12 | 10 | 10 | 10 | 11 | 10  | 9  | 9  | 9  | 9  |

### Camions
| Équipe                                                     | #   | Pilote                          | Étape/Général | 1A | 1B | 2  | 3  | 4  | 5  | 6  | 7  | 8   | 9  | 10  | 11 | 12 |
| ---------------------------------------------------------- | --- | ------------------------------- | ------------- | -- | -- | -- | -- | -- | -- | -- | -- | --- | -- | --- | -- | -- |
| Kamaz - Master                                             | 500 | Dmitry Sotnikov                 | Étape         | 2  | 1  | 2  | 1  | 4  | 2  | 2  | 5  | 1   | 2  | 1   | 3  | 1  |
| Kamaz - Master                                             | 500 | Dmitry Sotnikov                 | Général       |    | 1  | 1  | 1  | 1  | 1  | 1  | 1  | 1   | 1  | 1   | 1  | 1  |
| Kamaz - Master                                             | 501 | Anton Shibalov                  | Étape         | 4  | 3  | 4  | 4  | 2  | 4  | 7  | 1  | 4   | 4  | 5   | 5  | 7  |
| Kamaz - Master                                             | 501 | Anton Shibalov                  | Général       |    | 3  | 4  | 4  | 3  | 3  | 3  | 3  | 3   | 3  | 3   | 3  | 3  |
| Kamaz - Master                                             | 505 | Eduard Nikolaev                 | Étape         | 1  | 2  | 3  | 7  | 1  | 3  | 3  | 2  | 3   | 1  | 2   | 1  | 4  |
| Kamaz - Master                                             | 505 | Eduard Nikolaev                 | Général       |    | 2  | 2  | 2  | 2  | 2  | 2  | 2  | 2   | 2  | 2   | 2  | 2  |
| Kamaz - Master                                             | 509 | Andrey Karginov                 | Étape         | 3  | 4  | 1  | 2  | 18 | 1  | 1  | 4  | 2   | 7  | 3   | 2  | 5  |
| Kamaz - Master                                             | 509 | Andrey Karginov                 | Général       |    | 4  | 3  | 3  | 7  | 6  | 6  | 6  | 5   | 5  | 4   | 4  | 4  |
| MM Technology BigShock Racing Projet 2030 ItalTrans Racing | 503 | Martin Macik                    | Étape         | 8  | 7  | 7  | 8  | 22 | 15 | 9  | 9  | 7   | 3  | 6   | 4  | 2  |
| MM Technology BigShock Racing Projet 2030 ItalTrans Racing | 503 | Martin Macik                    | Général       |    | 7  | 8  | 8  | 11 | 11 | 11 | 9  | 9   | 9  | 8   | 8  | 7  |
| MM Technology BigShock Racing Projet 2030 ItalTrans Racing | 510 | Martin Soltys                   | Étape         | 30 | 21 | 11 | 14 | 28 | 47 | 52 | 53 | 52  | 51 | Ab. |    |    |
| MM Technology BigShock Racing Projet 2030 ItalTrans Racing | 510 | Martin Soltys                   | Général       |    | 21 | 17 | 16 | 18 | 33 | 38 | 39 | 40  | 40 |     |    |    |
| MM Technology BigShock Racing Projet 2030 ItalTrans Racing | 520 | Kees Koolen                     | Étape         | 15 | 24 | 16 | 16 | 13 | 16 | 21 | 12 | 16  | 20 | 13  | 14 | 14 |
| MM Technology BigShock Racing Projet 2030 ItalTrans Racing | 520 | Kees Koolen                     | Général       |    | 24 | 20 | 20 | 17 | 16 | 16 | 16 | 15  | 16 | 13  | 13 | 13 |
| MM Technology BigShock Racing Projet 2030 ItalTrans Racing | 531 | Claudio Bellina                 | Étape         | 17 | 20 | 20 | 21 | 14 | 29 | 18 | 20 | 21  | 19 | 17  | 17 | 21 |
| MM Technology BigShock Racing Projet 2030 ItalTrans Racing | 531 | Claudio Bellina                 | Général       |    | 20 | 18 | 18 | 14 | 18 | 18 | 18 | 17  | 17 | 15  | 15 | 15 |
| Team de Rooy Iveco                                         | 504 | Janus van Kasteren              | Étape         | 7  | 8  | 6  | 3  | 3  | 5  | 8  | 16 | 8   | 15 | 7   | 6  | 13 |
| Team de Rooy Iveco                                         | 504 | Janus van Kasteren              | Général       |    | 8  | 6  | 6  | 4  | 4  | 4  | 5  | 6   | 6  | 5   | 5  | 5  |
| Team de Rooy Iveco                                         | 506 | Martin van den Brink            | Étape         | 9  | 9  | 9  | 5  | 8  | 8  | 6  | 3  | 13  | 8  | 9   | 9  | 9  |
| Team de Rooy Iveco                                         | 506 | Martin van den Brink            | Général       |    | 9  | 9  | 9  | 6  | 7  | 7  | 7  | 7   | 7  | 6   | 6  | 6  |
| Team de Rooy Iveco                                         | 515 | Victor Willem Corne Versteijnen | Étape         | 18 | 13 | 10 | 19 | 7  | 7  | 10 | 14 | 12  | 9  | 8   | 7  | 6  |
| Team de Rooy Iveco                                         | 515 | Victor Willem Corne Versteijnen | Général       |    | 13 | 12 | 13 | 9  | 8  | 8  | 8  | 8   | 8  | 7   | 7  | 8  |
| Team de Rooy Iveco                                         | 524 | Mitchel van den Brink           | Étape         | 14 | 12 | 22 | 15 | 20 | 14 | 11 | 15 | 10  | 13 | 10  | 12 | 10 |
| Team de Rooy Iveco                                         | 524 | Mitchel van den Brink           | Général       |    | 12 | 15 | 14 | 15 | 14 | 14 | 15 | 12  | 12 | 11  | 10 | 10 |
| Instaforex Loprais Praga                                   | 508 | Aleš Loprais                    | Étape         | 11 | 5  | 5  | 11 | 6  | 6  | 4  | 7  | 6   | 6  | 46  | 8  | 8  |
| Instaforex Loprais Praga                                   | 508 | Aleš Loprais                    | Général       |    | 5  | 5  | 5  | 5  | 5  | 5  | 4  | 4   | 4  | 23  | 21 | 21 |
| Tatra Buggyra Racing                                       | 511 | Ignacio Casale                  | Étape         | 5  | 6  | 8  | 6  | 48 | 24 | 50 | 8  | 5   | 5  | 4   | 13 | 3  |
| Tatra Buggyra Racing                                       | 511 | Ignacio Casale                  | Général       |    | 6  | 7  | 7  | 35 | 32 | 37 | 36 | 30  | 29 | 29  | 28 | 27 |
| Hino Team Sugawara                                         | 512 | Teruhito Sugawara               | Étape         | 22 | 26 | 25 | 22 | 12 | 12 | 12 | 10 | 18  | 16 | 36  | 40 | 15 |
| Hino Team Sugawara                                         | 512 | Teruhito Sugawara               | Général       |    | 26 | 23 | 22 | 20 | 19 | 17 | 17 | 16  | 15 | 14  | 22 | 22 |
| Riwald Dakar Team                                          | 516 | Gert Huzink                     | Étape         | 6  | 30 | 13 | 13 | 5  | 17 | 5  | 6  | 17  | 12 | 47  | 47 | 33 |
| Riwald Dakar Team                                          | 516 | Gert Huzink                     | Général       |    | 30 | 21 | 21 | 16 | 15 | 15 | 13 | 14  | 14 | 24  | 27 | 29 |
| Riwald Dakar Team                                          | 518 | Pascal de Baar                  | Étape         | 10 | 11 | 15 | 10 | 41 | 20 | 13 | 13 | 14  | 10 | 12  | 10 | 11 |
| Riwald Dakar Team                                          | 518 | Pascal de Baar                  | Général       |    | 11 | 11 | 11 | 24 | 22 | 19 | 19 | 18  | 18 | 16  | 14 | 14 |
| Firemen Dakar Team                                         | 522 | Richard de Groot                | Étape         | 16 | 10 | 14 | 12 | 11 | 18 | 17 | 18 | 9   | 14 | 14  | 11 | 16 |
| Firemen Dakar Team                                         | 522 | Richard de Groot                | Général       |    | 10 | 10 | 10 | 10 | 10 | 10 | 10 | 10  | 10 | 9   | 9  | 9  |
| DakarSpeed                                                 | 523 | Maurik van den Heuvel           | Étape         | 12 | 14 | 12 | 9  | 9  | 9  | 14 | 29 | Ab. |    |     |    |    |
| DakarSpeed                                                 | 523 | Maurik van den Heuvel           | Général       |    | 14 | 13 | 12 | 8  | 9  | 9  | 12 |     |    |     |    |    |
| Fesh Fesh Team                                             | 529 | Vaidotas Paškevičius            | Étape         | 19 | 15 | 18 | 25 | 10 | 10 | 16 | 11 | 11  | 11 | 11  | 21 | 24 |
| Fesh Fesh Team                                             | 529 | Vaidotas Paškevičius            | Général       |    | 15 | 14 | 15 | 12 | 12 | 12 | 11 | 11  | 11 | 10  | 11 | 12 |
| Fried van de Laar Racing                                   | 530 | Ben van de Laar                 | Étape         | 24 | 17 | 17 | 18 | 17 | 13 | 15 | 17 | 15  | 17 | 15  | 15 | 12 |
| Fried van de Laar Racing                                   | 530 | Ben van de Laar                 | Général       |    | 17 | 16 | 17 | 13 | 13 | 13 | 14 | 13  | 13 | 12  | 12 | 11 |